# Hustopeče
Hustopeče (německy Auspitz) jsou město a ORP v okrese Břeclav v Jihomoravském kraji, 30 km jižně od Brna, v národopisné oblasti Hanáckého Slovácka. Pošta a místní železniční stanice má název Hustopeče u Brna (pro odlišení od Hustopečí nad Bečvou). Žije zde přibližně 6 400 obyvatel.
Oblast je osídlená už od prehistorických dob, první zmínka o Hustopečích je z 1. poloviny 13. století. Dnes leží na dopravním tahu mezi Brnem a Bratislavou v úrodné a klimaticky teplé oblasti s tradicí pěstování vína a ovocných stromů (unikátní jsou zdejší sady mandloní). Hustopeče byly v 18. století největší vinařskou obcí na Moravě. V 50. letech 20. století došlo i k rozvoji průmyslu: významným podnikem byla Mostárna Hustopeče, která však již ukončila činnost, a průmyslový areál převzaly nové podniky.
Městem protéká potok Štinkovka (nářečně též Štinkavka), na okolních svazích jsou mezi vinohrady i původní stepní trávníky. Turistický ruch se soustředí kolem vinařství. Z historických památek je možné jmenovat renesanční budovy na náměstí (Starou radnici, Dům U Synků, kašna Žumberák), v 20. století byla postavena nová radnice a moderní kostel svatého Václava a svaté Anežky České. Těsně okolo města vede dálnice D2. Jedná se o vinařské město ve vinařské oblasti Morava, podoblasti Velkopavlovické (viniční tratě Na výsluní, Čtvrtě, Růženy, U mlýnku, Stará hora, Starý vrch, Stráně, Lísky).
Sousedními obcemi sídla jsou Křepice, Kurdějov, Popice, Nikolčice, Velké Němčice, Starovice, Starovičky, Strachotín a Šakvice.

## Název
Původní jméno osady bylo Úsopeči a má dva možné výklady: buď bylo odvozeno od osobního jména Úsopek (v jeho první části je staré ús - "vous") a jméno osady pak znamenalo "Úsopekovi" (tedy Úsopekova rodina) nebo šlo o původně posměšné označení vsi lidí, kteří pekli vousy. K původnímu místnímu jménu se později přidalo počáteční H- patřící mezi tzv. protetické hlásky, které se v hovorové češtině přidávají na začátek slov (jako okno-vokno, až-haž). Lidovou etymologií posléze došlo ještě k vložení -t- do názvu, poté co jeho první složka začala být spojována s přídavným jménem hustý a významem, že zde „slunce hustě peče“. Německé jméno se vyvinulo z českého, když ještě nemělo počáteční H- a vnitřní -t-.
Jméno se (v písmu) vyvíjelo od varianty Vzpetsch (1271), Auspecz (1279), Hustopecz (1321), Auspitz (1673, 1718, 1720, 1751), Auspitz a Hustopec (1846), Auspitz a Hustopeč (1872) až k podobám Hustopeče a Auspitz v roce 1924.
Název je pomnožný (ty Hustopeče). Spisovný genitiv zní Hustopečí, ale lokálně se běžně používá tvar Hustopeč.

## Historie

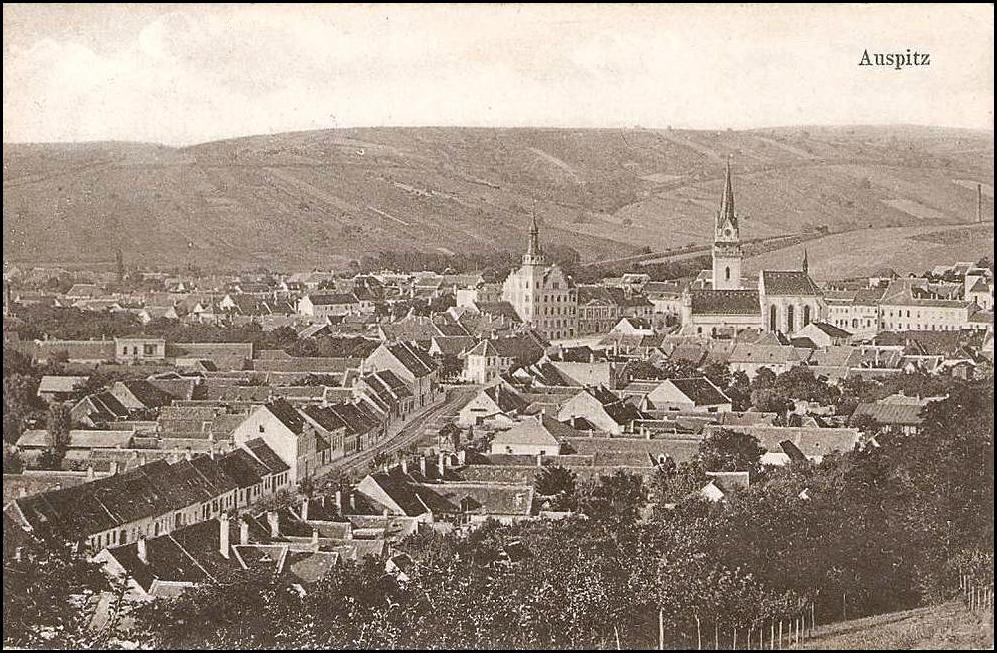
Hustopeče v roce 1909, pohlednice

Hustopeče se nachází v oblasti jednoho z nejstarších osídlení na jižní Moravě, severně od hráze Nových Mlýnů. Předpokládá se pravidelný výskyt „lovců mamutů“ (20–25 000 let př. n. l.), doložena jsou neolitická sídliště (konec 4. a počátek 3. tisíciletí př. n. l.) i keltské pohřebiště (3. století př. n. l.).
První zmínky o sídle pocházejí z roku 1247, kdy byla zmiňována vesnice, jež později obdržela název Česká Ves. Současné Hustopeče na levém břehu Štinkovky byly založeny na přelomu 13. a 14. století. Významnou roli v jejich historii sehrál klášter Králové (Aula Regia), kterému Hustopeče patřily od počátku 14. do konce 16. století, a knížecí rod Lichtenštejnů, kterému patřily v 2. polovině 19. století. Na město byly povýšeny v roce 1572. Patřily pak k důležitým střediskům jihu Moravy a do roku 1960 byly sídlem okresu. Gotický dvoulodní kostel sv. Václava, v němž ministroval v dětství i T. G. Masaryk, byl zbořen v roce 1962 po zřícení věže, v padesátých a šedesátých letech neudržované. Na jeho místě byl v první polovině 90. let postaven nový moderní kostel podle návrhu Ludvíka Kolka. Hustopeče byly tvořeny vlastním městem a několika předměstími, která měla až do poloviny 20. století vlastní katastrální území (Česká Ves – jihozápad území města, Nová a Kovářská Ulice – sever území města, Příčný a Dlouhý Cejl – jihovýchod území města).
Hustopeče byly po dlouhou dobu hlavním centrem jihomoravského vinařství, které však od přelomu 19. a 20. století prudce upadalo vlivem plísňových onemocnění a přemnožení škůdců. Na začátku 20. století došlo k zániku většiny zbývajících vinohradů kvůli révokazu a plísňových chorobám. Obnovu, která začala ve dvacátých letech, přerušila druhá světová válka, a k jejímu pokračování došlo až po skončení války, dnes je město i se svým okolím opět významnou vinařskou oblastí.
Město bylo elektrifikováno v roce 1922, ale stavba vodovodu se neustále odkládala a došlo k ní až v letech 1947–1954. V letech 1938–1945 byly Hustopeče coby převážně německé město přímou součástí nacistického Německa. Po válce byli Němci vesměs vysídleni.
Roku 1953 zde byla zprovozněna okresní nemocnice, která později začala sloužit jako spádová pro severní část okresu Břeclav, jehož se Hustopeče roku 1960 staly součástí.
Od 1. srpna 1976 do 31. prosince 1997 byla k Hustopečím přičleněna ves Kurdějov.
Na rozvoj města má pozitivní vliv jeho dobrá dostupnost, neboť leží při nájezdu na dálnici D2 z Brna směr Bratislava a nedaleko 1. železničního koridoru (stanice Šakvice s odbočkou do Hustopečí).

## Přírodní poměry
Katastr města Hustopeče spadá z valné části do geomorfologického celku Ždánický les – na severu a východě je tvořen výše položenou Boleradickou vrchovinou, na západě a jihu pak nižší Hustopečskou pahorkatinou včetně tzv. Hustopečské sníženiny. Na severozápadním výběžku však katastr zasahuje dokonce na Dyjsko-svratecký úval, na jižním okraji začíná Dolnomoravský úval.

### Geologická stavba, reliéf a půdy
Hustopeče se od vrcholu Kamenného vrchu (343,4 m n. m.) svažují až k 171,4 m n. m. u železniční trati na hranicích s katastrem Šakvic. Svahy v katastru často směřují k jihu či jihozápadu, což je výhodné pro pěstování vinné révy. Geologické podloží Hustopečí je tvořeno mohutnými usazeninami o mocnosti až 1300 metrů, v nichž se střídají vrstvy pískovce a jílovce. Horniny pochází především z paleogénu, tedy období třetihor; na povrch vystupují písčité slíny prostoupené vápencovými konkrecemi (tzv. ždánské pískovce a hustopečské slíny). V břidlicích se nachází množství fosilií např. třetihorních ryb Melettina, Lepidopides a Meletta. Třetihorní vrstvy jsou překryty čtvrtohorními usazeninami potoků. V části katastru se na povrchu vyskytují jemné žluté hlíny – spraše, naváté někdy až ve vrstvách mocných několik desítek metrů. Na podkladu těchto sprašů vznikal během tisíců let také převažující typ půdy v Hustopečích, úrodná karbonátová (na vápník bohatá) černozem s velkým množstvím humusu. Jen ostrůvkovitě se objevují černice, hnědozemě, luvizemě a na Kamenném vrchu též pararendzina.
Krajinný ráz je silně určován zemědělskou činností. 72 % katastru tvoří zemědělská půda, 11 % vinice, necelá 4 % jsou zastavěna a pouhá 1,3 % jsou zalesněna.

### Vodstvo a podnebí
Většina území obce je odvodňována do potoka Štinkavka, který v krajině vytvořil nápadné údolí. Nad městem jsou na potoce umístěny Hustopečské rybníky (Přední rybník a Zadní rybník). Jižně od centra města se do Štinkavky vlévá potok Pradlenka a společný tok následně opouští území obce směrem do nádrže Nové Mlýny, která je nedaleko. Klimaticky se jedná o jedno z nejteplejších míst na Moravě. Průměrná roční teplota je 9,2 °C, průměrné roční srážky představují 562 mm. Ročně je cca 60–70 letních dnů.
| Hustopeče – podnebí                                                           | Hustopeče – podnebí | Hustopeče – podnebí | Hustopeče – podnebí | Hustopeče – podnebí | Hustopeče – podnebí | Hustopeče – podnebí | Hustopeče – podnebí | Hustopeče – podnebí | Hustopeče – podnebí | Hustopeče – podnebí | Hustopeče – podnebí | Hustopeče – podnebí | Hustopeče – podnebí |
| Období                                                                        | leden               | únor                | březen              | duben               | květen              | červen              | červenec            | srpen               | září                | říjen               | listopad            | prosinec            | rok                 |
| ----------------------------------------------------------------------------- | ------------------- | ------------------- | ------------------- | ------------------- | ------------------- | ------------------- | ------------------- | ------------------- | ------------------- | ------------------- | ------------------- | ------------------- | ------------------- |
| Průměrná teplota [°C]                                                         | −2                  | −0,3                | 4,4                 | 9,5                 | 15,0                | 17,8                | 19,7                | 18,7                | 17,9                | 9,3                 | 3,8                 | 0,1                 | 9,5                 |
| Průměrné srážky [mm]                                                          | 27                  | 26                  | 27                  | 40                  | 56                  | 69                  | 76                  | 74                  | 49                  | 45                  | 41                  | 33                  | 563                 |
| Zdroj: Kurdějov - územní plán obce - průvodní zpráva Údaje pro Hustopeče 2003 |                     |                     |                     |                     |                     |                     |                     |                     |                     |                     |                     |                     |                     |

### Ochrana životního prostředí
Pozemky jižně od obce jsou zpravidla využívány jako pole, v severní části katastru jsou četné vinice, ale i chráněná území kolem Kamenného vrchu – konkrétně přírodní památka Přední kopaniny a přírodní památka Kamenný vrch u Kurdějova. Předmětem ochrany jsou v obou chráněných územích vzácné suché stepní trávníky, kde převažuje sveřep vzpřímený (Bromus) či kostřava walliská (Festuca valesiaca), místy též nízké suchomilné křoviny s trnkou obecnou (Prunus spinosa) či šípákové doubravy. Podle vyhlašovací dokumentace se jedná o jeden z nejvýznamnějších komplexů stepních trávníků na jižní Moravě. Z vzácných rostlin se vyskytuje hadinec červený (Echium maculatum), hořec křížatý (Gentiana cruciata), čilimník bílý (Chamaecytus albus), střevíčník pantoflíček (Cypredium calceolus) a koniklec velkokvětý (Pulsatilla grandis); na vegetaci je vázán také ohrožený modrásek hořcový Rebelův (Maculinea alcon rebeli) a modrásek ligrusový (Polyommatus damon). Vyjma chráněných území se v katastru města prosazuje regenerace tradičních mandloňových sadů, lesoparku na Křížové hoře a obnova větrolamů.

## Obyvatelstvo
V roce 2015 žilo v Hustopečích přes 5 850 obyvatel a byly třetím největším městem v okrese po Břeclavi a Mikulově. Zdejší obyvatelstvo tvořilo 5 % populace okresu. Průměrný věk činil 41,3 let. V roce 2011 se podle sčítání lidu hlásilo 2 610 (45,4 %) obyvatel hlásilo k české národnosti, 1 349 (23,5 %) k moravské, 60 ke slovenské, 9 k vietnamské, 7 k ukrajinské, 6 k polské a 3 k německé. 1 371 (23,9 %) obyvatel svou národnost neuvedlo. Ve městě bylo 1 160 domů, z toho 946 rodinných.
Podle sčítání 1930 zde žilo v 726 domech 3 719 obyvatel. 1 715 obyvatel se hlásilo k československé národnosti a 1 862 k německé. Žilo zde 3 360 římských katolíků, 145 evangelíků, 65 příslušníků Církve československé husitské a 103 židů.
Podle prvních sčítání lidu za Rakouska-Uherska byly Hustopeče velkou většinou (z 80-90 %) německým městem (ležely na výspě německého osídlení jižní Moravy, v jejich zázemí se nacházely německé i české vesnice). Za Československa se poměr Němců a Čechů začal rychle vyrovnávat (roku 1930 Němci 50 % a Češi 46 %). Roku 1945 byli Němci vystěhováni a počet obyvatel dočasně klesl o více než čtvrtinu. Teprve během 70. let počet obyvatel překonal předválečnou úroveň a vystoupal k necelým 6 tisícům.

### Struktura
Vývoj počtu obyvatel za celou obec i za jeho jednotlivé části uvádí tabulka níže, ve které se zobrazuje i příslušnost jednotlivých částí k obci či následné odtržení.
| Místní části   | Místní části   | 1869 | 1880 | 1890 | 1900 | 1910 | 1921 | 1930 | 1950 | 1961 | 1970 | 1980 | 1991 | 2001  | 2013  |
| -------------- | -------------- | ---- | ---- | ---- | ---- | ---- | ---- | ---- | ---- | ---- | ---- | ---- | ---- | ----- | ----- |
| Počet obyvatel | část Hustopeče | 3106 | 3302 | 3654 | 3603 | 3473 | 3494 | 3719 | 2652 | 3174 | 3804 | 5251 | 5868 | 5 902 | 5 862 |
| z toho bylo:   | (Němců)        |      | 2764 | 3257 | 3223 | 3039 | 1951 | 1862 |      |      |      |      |      |       |       |
|                | (Čechů)        |      | 521  | 380  | 354  | 420  | 1255 | 1715 |      |      |      |      |      |       |       |
|                | (Jiné nár.)    |      | 19   | 17   | 26   | 14   | 154  | 142  |      |      |      |      |      |       |       |
| Počet domů     | část Hustopeče | 522  | 546  | 564  | 588  | 590  | 607  | 726  | 593  | 675  | 735  | 784  | 946  | 1044  |       |

Věková struktura obyvatel obce Hustopeče roku 2011
Rodinný stav obyvatel obce Hustopeče roku 2011
Vzdělání obyvatel obce Hustopeče roku 2011

### Náboženský život
Zatímco počátkem 16. století byla patrně většina obyvatel katolického vyznání, na přelomu 16. a 17. století byla většina protestantského nebo utrakvistického vyznání a město bylo z popudu Karla z Lichtenštejna do roku 1628 rekatolizováno. V květnu 1671 byla hustopečská katolická fara povýšena na děkanát. Jednota bratrská měla od 16. století sbor v České Vsi, ale po roce 1624 bratři patrně odešli. Od roku 1528 sídlili v Hustopečích novokřtěnci, ve druhé polovině století však o nich prameny mlčí, počátkem 17. století se zde začali pod ochranou Lichtenštejnů znovu usazovat, ale nejpozději po roce 1621 museli město znovu opustit. Židé v Hustopečích pobývali jednotlivě již ve 14. století, ale bezpečné zprávy o jejich větším osídlení pochází až z počátku 17. století, kdy se těšili lichtenštejnské podpoře; v roce 1651 však byli z města vypovězeni.
Statistiky z roku 1860 uvádí 2776 (89 %) katolíků, 270 (9 %) evangelíků a 67 (2 %) židů. Do sčítání lidu roku 1900 podíl katolíků a zejména židů narostl na 90 % (3234), resp. 7 % (260), a to na úkor evangelíků (3 %, tj. 109). Evangelíky byli především místní Češi a v roce 1880 byla pro ně zřízena kazatelská stanice s modlitebnou, po dvou letech povýšená na samostatnou faru helvetského (reformovaného) vyznání. Díky svému početnímu vzestupu po zrovnoprávnění po roce 1848 (resp. 1859) mohli místní židé roku 1871 ustavit hustopečský židovský náboženský spolek a postavit modlitebnu v někdejší Panské ulici. Roku 1886 byl upraven vlastní židovský hřbitov a v roce 1890 i synagoga. Roku 1892 pak místní židovská komunita získala status židovské náboženské obce. Po vzniku Československa se Hustopečí příliš nedotklo proticírkevní hnutí, neboť zdejší německá většina se k němu nepřipojila. S příchodem nových obyvatel ve 20. letech se zde v roce 1926 ustavila církevní obec československé církve a při sčítání lidu 1930 bylo zaznamenáno 42 lidí tohoto vyznání.

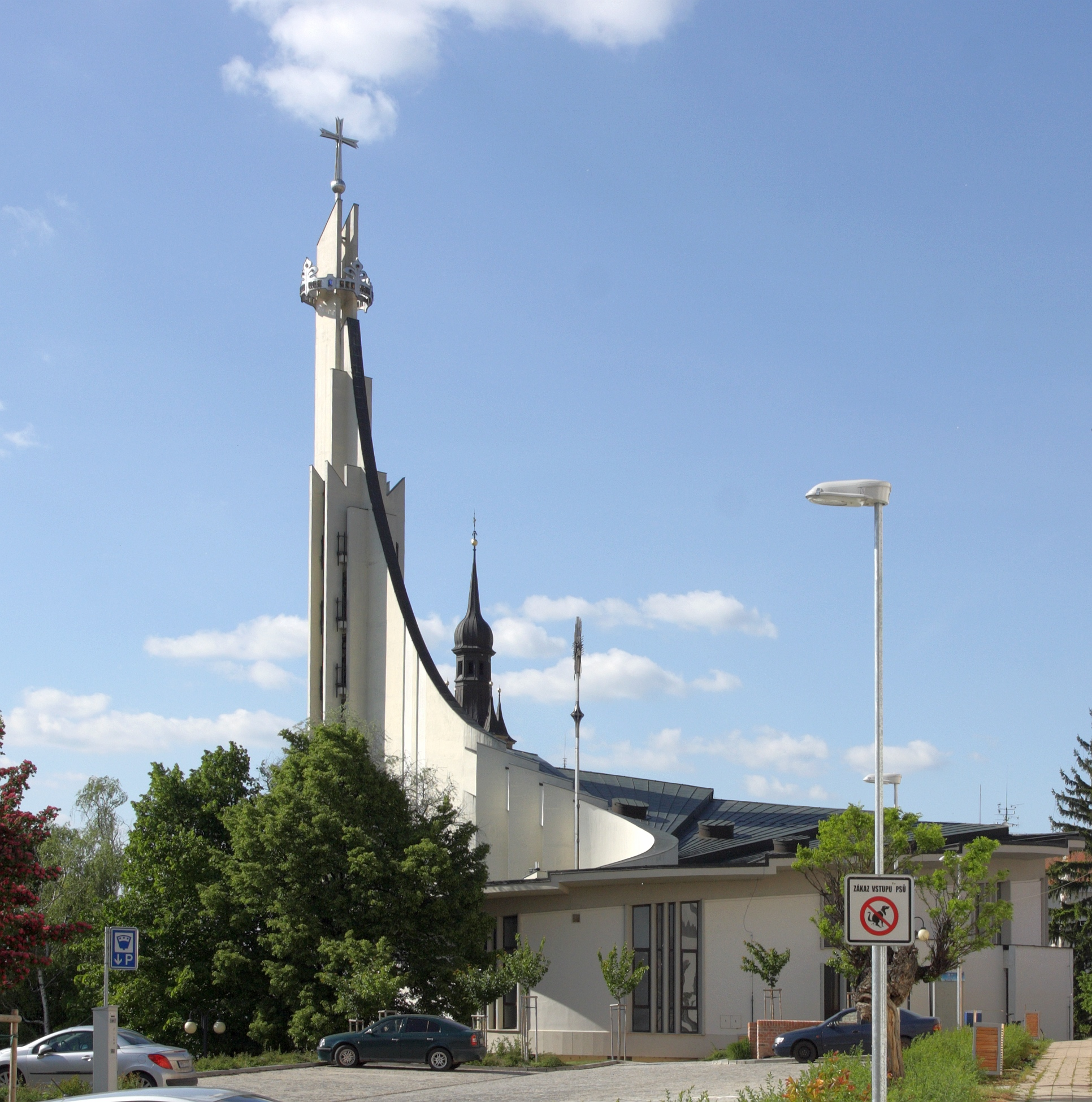
Kostel svatého Václava

Od poloviny 20. století docházelo k decimaci církevního života (nejen) v Hustopečích, což se symbolicky projevilo nejzřetelněji v pádu staticky narušené věže kostela 26. února 1961 a následném stržení zbylého torza v září 1962. V uvolněném roce 1968 zahájila římskokatolická církev kampaň za stavbu nového kostela, ale v roce 1969 byla zahájena pouze generální oprava náměstí. Na druhou stranu byl postaven tzv. depozitář, jenž byl v roce 1980 přeměněn v kapli, kde se, kromě fary, scházela jedna ze skupin tzv. skryté církve, vedené tajně vysvěcenými kněžími. Protože s druhou světovou válkou prakticky zanikla zdejší židovská obec, její hřbitov chátral a v roce 1981 byl přeměněn na park. Po listopadové revoluci vznikla nová iniciativa na výstavbu kostela, jehož základní kámen posvětil 22. dubna 1990 papež Jan Pavel II. na Velehradě a jenž byl 25. září 1994 vysvěcen. Koncem roku 2001 bylo s děkanstvím hustopečským sloučeno děkanství kloboucké. V roce 2009 se k aktivním členům římskokatolické církve ve zdejší farnosti hlásilo asi 300 lidí, druhá nejpočetnější Českobratrská církev evangelická měla ve svém sboru asi 215 členů. Nově byl v roce 1996 v Hustopečích ustaven sbor Apoštolské církve, jež v roce 2004 zakoupil dům na Kollárově ulici pro potřeby asi 30-50 členů. Svědkové Jehovovi byli registrování v roce 1999 a od roku 2001 se setkávali v části bývalé veterinární nemocnice, s 32 pokřtěnými členy k roku 2009.
V roce 2011 se 1 392 (24,2 %) obyvatel Hustopečí označilo za věřící. 785 (13,7 %) obyvatel se hlásilo k Římskokatolické církvi, dále zde bylo 51 evangelíků, 14 Svědků Jehovových, 11 československých husitů a 4 pravoslavní. 1 765 (30,7 %) obyvatel se označilo jako bez náboženské víry a 2 589 (45 %) na otázku víry neodpovědělo.

## Obecní správa a politika
Karel z Lichtenštejna udělil Hustopečím městské zřízení v roce 1600. Až do správních reforem roku 1848 město vedl purkmistr s městskou radou a městským rychtářem. Město mělo i výsadu hrdelního práva a popravního mistra, jež bylo josefinskými reformami podstatně omezeno a roku 1830 zrušeno. V roce 1783 bylo prohlášeno ochranným městem s regulovaným magistrátem, což jej výrazně vyvázalo ze závislosti na vrchnosti. Byly také zrušeny čestné funkce konšelů a správy se chopili placení úředníci-byrokraté. V roce 1825 se staly municipiálním městem, jímž zůstaly do roku 1848. Odznakem města byla pečeť, jež od roku 1572 nesla podobu městského znaku uděleného císařem Maxmiliánem, doplněného o nápis, který se v průběhu času měnil (zprvu latinský, od 19. století německý).

### Starostové
Seznam uvádí starosty města (resp. předsedy městského národního výboru) od roku 1848:
- 1848–1868 Antonín Hranatsch (Hranáč)
- 1868–1870 František Husty
- 1870–1873 dr. Emanuel Fikeis
- 1873–1876 Karel Heinrich
- 1876–1886 František Nowak
- 1886–1889 Jan Slawik
- 1889–1919 Eduard Schleimayer
- 1919–1931 dr. Gustav Gregor
- 1931–1933 dr. Alexander Czižek
- 1934–1938 dr. František Hošek
- 1938–1938 prof. Alois Kubáček
- 1938–1939 dr. R. Schwach
- 1939–1942 Richard Ludwig
- 1942–1942 Wilhelm Henrich
- 1942–1944 dr. Oberleitner
- 1944–1945 ing. Dworzak
- 1945–1945 Bohumil Varadinek
- 1945–1948 Josef Sedláček
- 1948–1951 Jaroslav Škarohlíd
- 1951–1960 Rudolf Strachoň
- 1958–1968 Josef Kocourek
- 1968–1970 Zdeněk Krčmař
- 1970–1971 Bohumil Zouhar
- 1971–1981 Josef Kocourek
- 1981–1988 Ladislav Kratochvíl
- 1988–1990 Jaromír Hanák
- 1990–1994 Antonín Kotouček (OF)
- 1994–1998 Rudolf Poslušný (KDU-ČSL)
- 1998–2006 Jiří Teplý (Sdružení nezávislých kandidátů)
- 2006–2014 Luboš Kuchynka (ODS)
- 2014–dosud PaedDr. Hana Potměšilová (Sdružení nestraníků).[34]

## Hospodářství

### Zemědělství a ostatní prvovýroba

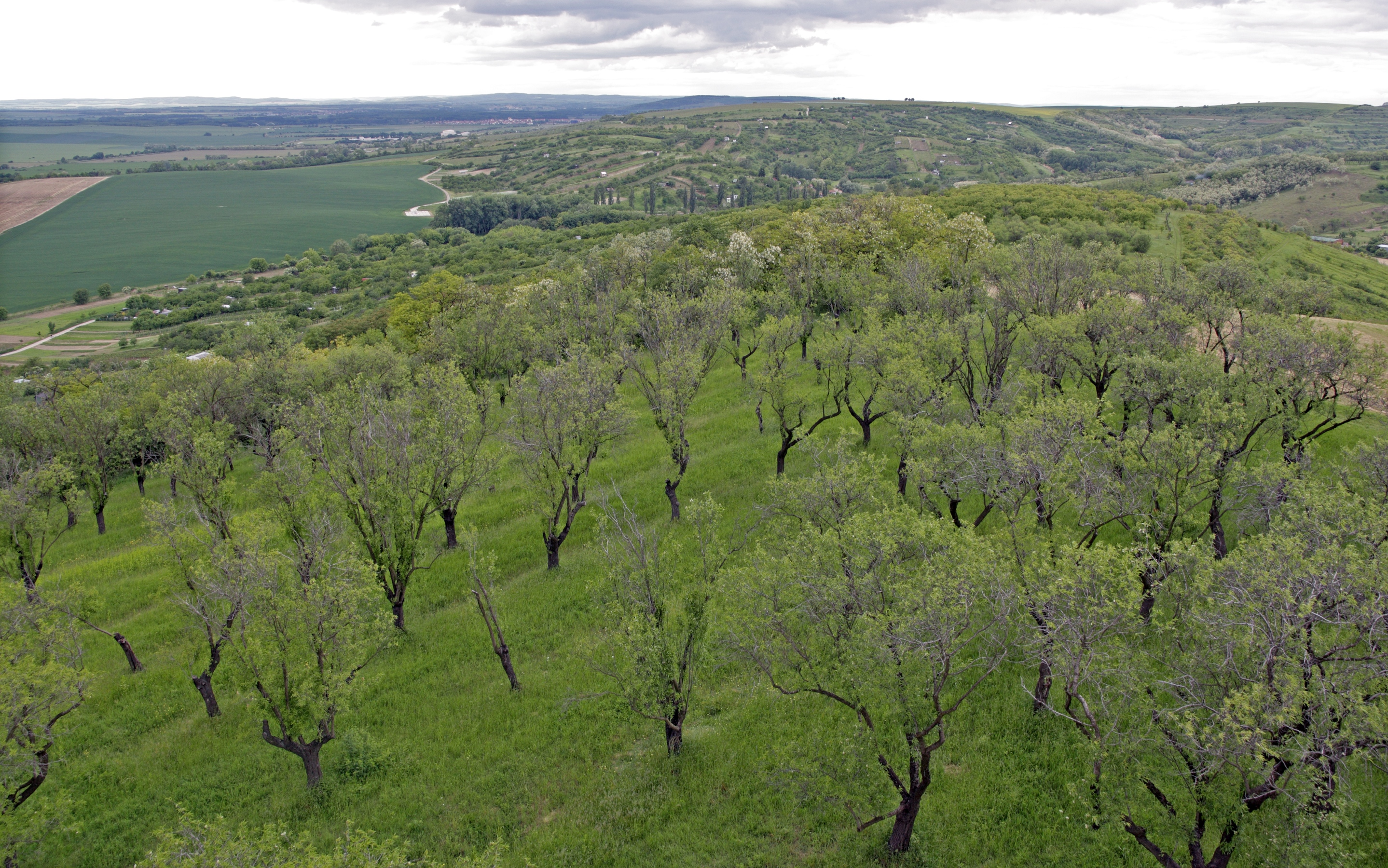
Mandloňový sad v Hustopečích (pohled z rozhledny)

Hustopeče si udržovaly tradici největší vinařské obce na Moravě a význam vinohradnictví ještě vzrostl za Karla z Lichtenštejna, když město získalo právo horenského soudu, který rozhodoval pře ohledně vinic. Na rozvoj vinařství měli od druhé poloviny 16. století nemalý vliv i novokřtěnci jako zkušení viniční hospodáři. Před třicetiletou válkou měly Hustopeče 3953 měřic obdělaných vinic, po vleklých nepokojích však do roku 1673 klesl tento rozsah jen na 396 měřic, zatímco 3557 měřic bylo pustých. V klidném období první poloviny 18. století se vinice obnovovaly a i když výměra nedosáhla předválečného stavu, s 3843 měřicemi převyšovala výměru polí (2806 měříc) a Hustopeče se opět získaly moravský primát. Daleko za nimi byly druhé Dolní Dunajovice s 1740 měřicemi vinic, dále Kurdějov, Mikulov a Horní Bojanovice. Kolem roku 1784 se zde pěstoval především zelený veltlín a sylván, vzácněji ryzlink rýnský. Ve 30. letech 18. století bylo se souhlasem Karla VI. založeno Hustopečské vinařské bratrstvo, jakýsi cech vinohradníků, který měl např. v roce 1740 113 členů z Hustopečí i okolních obcí. Sláva bratrstva postupně upadala, ale přetrvalo až do 20. století. Plocha vinohradů v Hustopečích se od poloviny 19. století do počátku století 20. zmenšila z 4860 měřic na 2890 měřic (tj. 578 ha).
Vyjma vína se v roce 1928 uvádí významná produkce obilovin (především ječmen a pšenice), pícnin (vojtěška). Důležité je ovocnářství a včelařství. Po druhé světové válce došlo k obnovení tradice pěstování mandloní, které byly do této oblasti přineseny již před 300 lety, ale v polovině 20. století již zbývalo jen 17 starých stromů. Sad, založený v roce 1949, měl za cíl zajistit soběstačnost v produkci mandlí pro ČSSR a omezit tak dovoz. Sady leží na Staré hoře přibližně severně od Hustopečí a v době největší slávy zahrnovaly 50 000 mandloní. Po pádu socialismu začaly sady (ve vlastnictví Čokoládoven Zora Olomouc a posléze Nestlé) chátrat. Dnes zahrnuje sad pouhých 1 200 stromů, o obnovu se snaží město Hustopeče. Dnes se jedná o nejseverněji umístěný mandloňový sad v Evropě a o významný turistický cíl. Mimoto se v Hustopečích pěstují meruňky (některé v režimu ekologického zemědělství).

### Průmysl

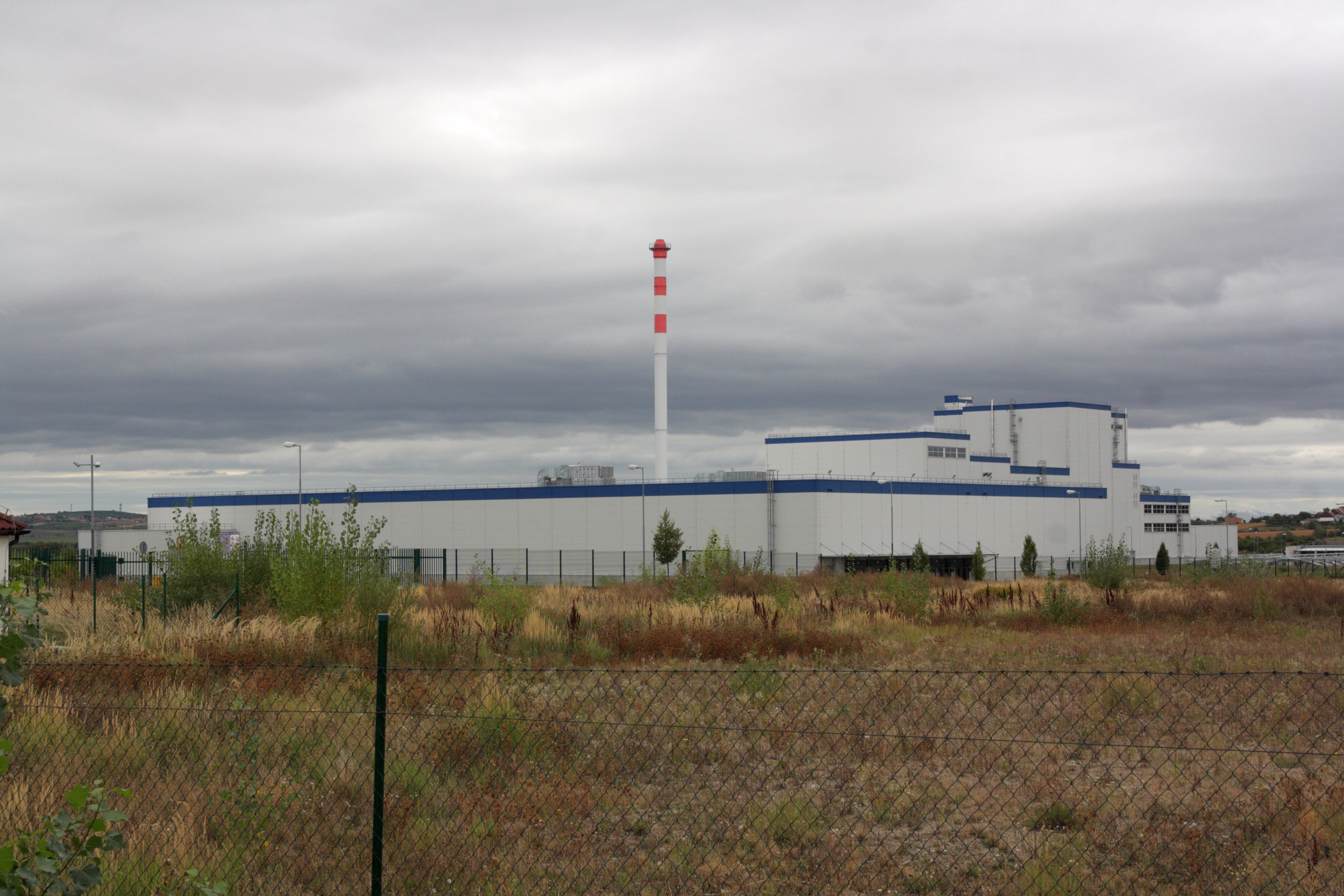
Výrobní závod Hill's v průmyslové zóně jižně od města

Průmyslový rozvoj města byl urychlen elektrifikací ve 20. letech 20. století. Rozvinutý je zejména potravinářský průmysl a dále cihelny. Potravinářský průmysl zahrnoval výrobu vína a později zpracovávání mandlí. Výroba cihel však po první světové válce upadala. Průmysl se opět rozvíjel v 50. letech 20. století díky „dělnickému předsedovi“ Jaroslavu Markovi; vznikly závody Plynokov (propan-butanové lahve), Jihokov (lehký kovodělný průmysl a radiátorové články), Plnírna PB a Mostárna Hustopeče. V roce 1961 byla zahájena výroba ocelových konstrukcí a jeřábových drah v prostoru šakvického nádraží, jednalo se o pobočku ostravské Nové huti Klementa Gottwalda. V 70. letech se zde vyráběly i armobloky pro jaderné elektrárny. Mostárna se udržela i po pádu socialismu a v roce 2000 šlo 77 % produkce na export. V roce 2003 však z důvodu nedostatku zakázek podnik ukončil činnost a areál Mostárny převzala firma Signum, která se zabývá povrchovou úpravou oceli. Plynokov byl transformován na společnost Worthington Cylinders a zabývá se výrobou brzdových vzduchojemů pro automobilový průmysl. Plnírna PB je pod názvem Flaga provozována dodnes a zabývá se stále plněním propanbutanových lahví. Z nových firem je možné jmenovat AGROTEC (zemědělská, dopravní a stavební technika), Gemi Czech (upevňovací techniky pro automobilový průmysl - dnes NORMA Czech), WESTFALIA (hadice a potrubí pro automobilový průmysl), Progast (koření) a Hill's Pet Nutrition (krmivo pro psy a kočky).

## Doprava

### Silniční doprava

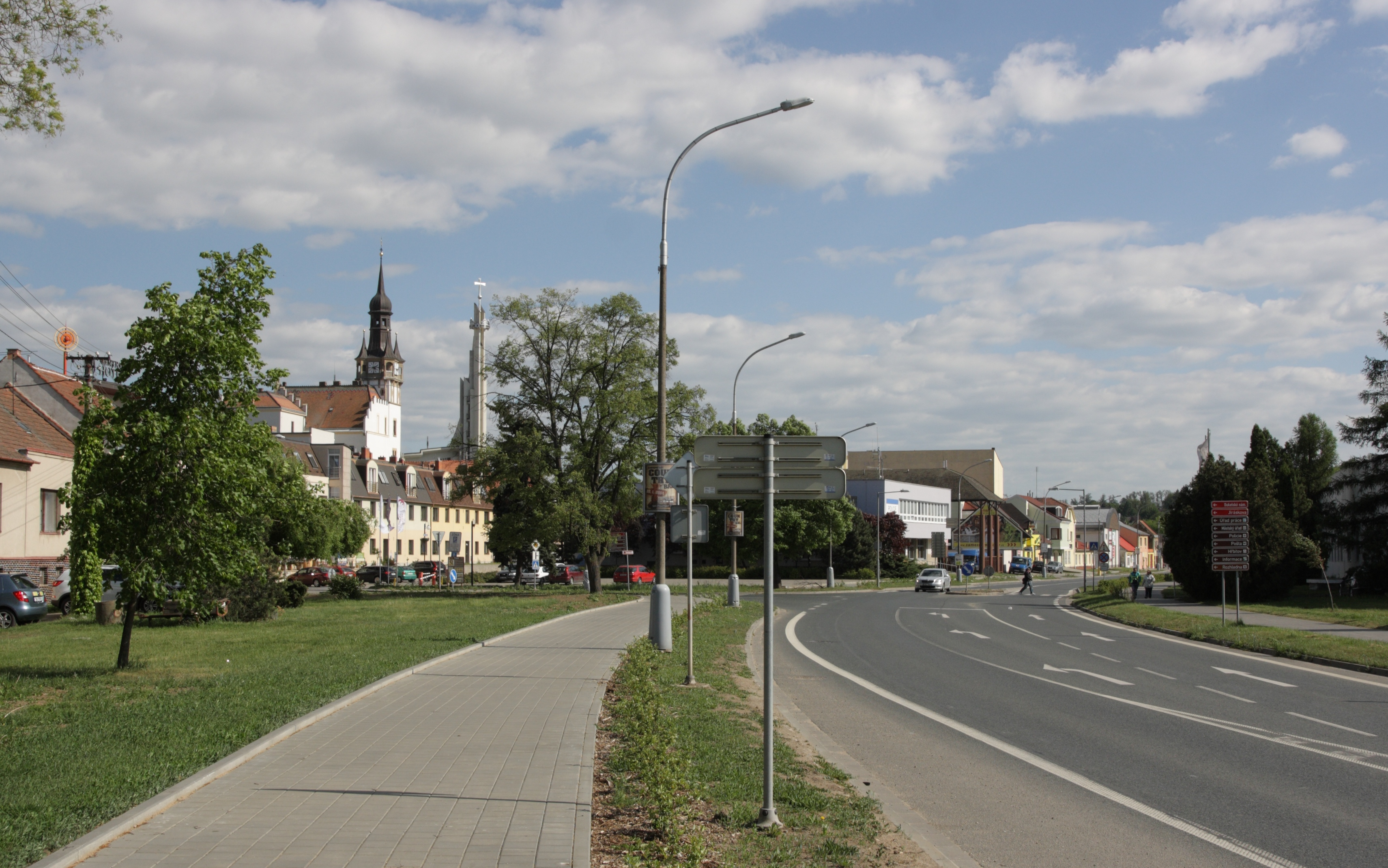
Silnice II/425 na ulici Brněnská

Městem ve směru od severozápadu k jihovýchodu procházejí dvě paralelní komunikace. Po východní straně Hustopečí město obchází dálnice D2, otevřená na přelomu sedmdesátých a osmdesátých let 20. století. Na dálnici se na jejím 25. kilometru nachází na severním okraji města nájezd nazvaný „Hustopeče“. Podél této dálnice prochází přímo skrz město silnice II/425 (Rajhrad – Židlochovice – Velké Němčice – Hustopeče – Starovičky – Břeclav – Lanžhot), vytvářející Brněnskou a Bratislavskou ulici. Jedná se o někdejší státní silnici č. 2 (Jihlava – Brno – Břeclav – Bratislava).
Další komunikací druhé třídy, která Hustopečemi prochází, je ve směru od severu k jihozápadu silnice II/420 (Nikolčice – Hustopeče – Popice – Dolní Věstonice). Dále se na území města nacházejí tři komunikace třetí třídy. V jihovýchodních partiích Hustopečí odbočuje na okružní křižovatce ze silnice II/425 komunikace III/4217 směřující severovýchodním směrem k Horním Bojanovicím. Na jihu města odbočuje ze silnice II/420 komunikace III/4203, prochází průmyslovým areálem zdejší mostárny a pokračuje dále na jih do Šakvic. Ještě na území Hustopečí z této pozemní komunikace odbočuje silnice III/4204 k železniční stanici Šakvice, která se ale celá leží v katastrálním území Hustopeče. V jihozápadních částech města je motoristům k dispozici čerpací stanice pohonných hmot společnosti Shell.

### Železniční doprava

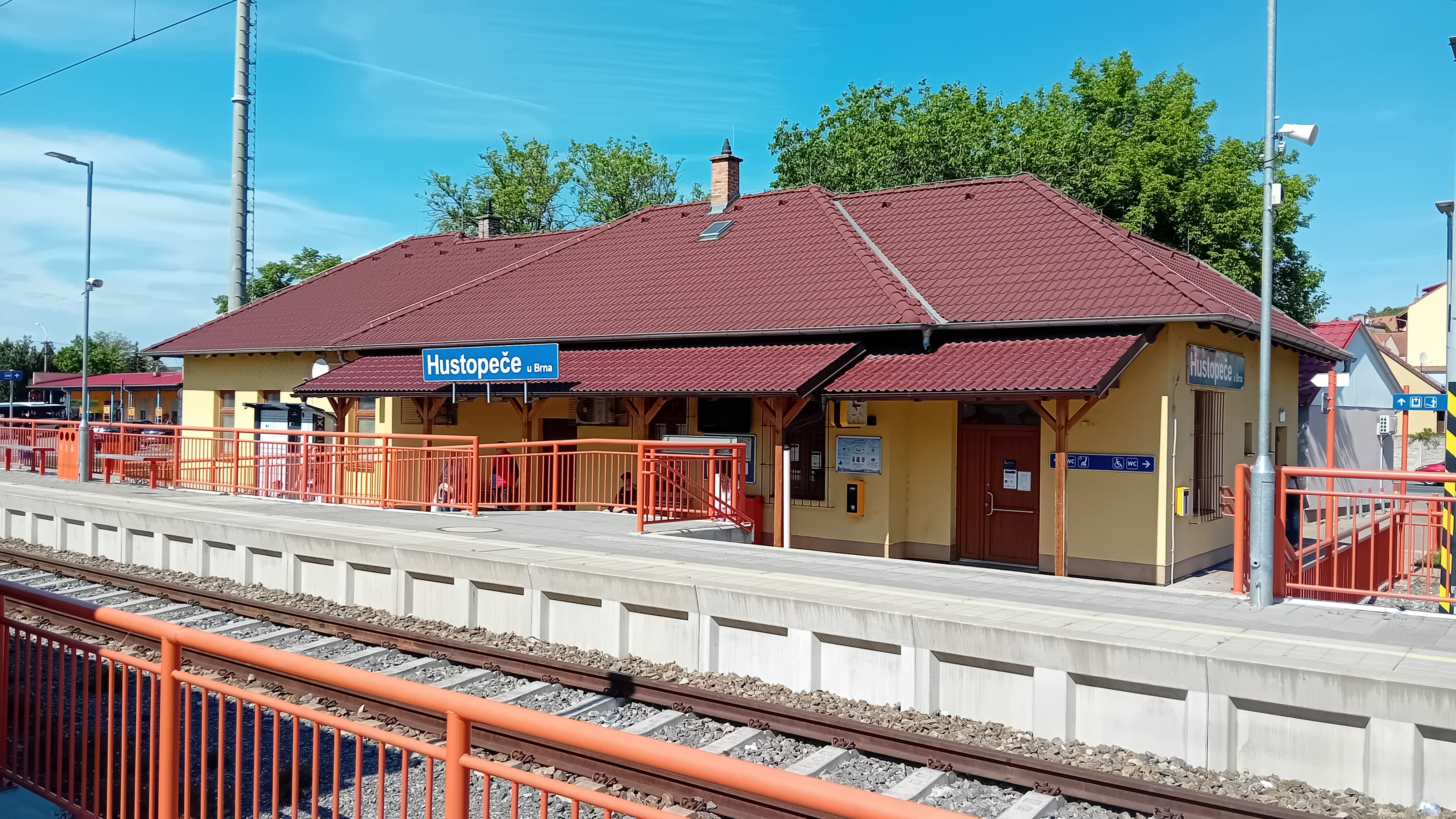
Zastávka Hustopeče u Brna

Na jižním okraji katastrálního území Hustopeče se nachází železniční stanice Šakvice. Tou prochází dvoukolejná elektrizovaná trať Břeclav–Brno. Trať vybudovala a provoz na části v okolí Šakvic 7. července 1839 zahájila společnost Severní dráha císaře Ferdinanda. Dnešní stanice Šakvice byla původně nazvána právě podle o něco vzdálenějšího, ale významnějšího města Hustopeče. Roku 1907 trať převzaly Rakouské státní dráhy a o jedenáct let později (1918) železnici převzaly Československé státní dráhy (ČSD). V září roku 1967 proběhla elektrizace tratě a od roku 1993 patřila Českým drahám (ČD), které ji o deset let později (2003) převedly na Správu železniční dopravní cesty (SŽDC). Trať je součástí prvního koridoru.
Severovýchodním směrem odbočuje v šakvické železniční stanici z hlavní tratě 250 jednokolejná elektrizovaná trať Šakvice – Hustopeče u Brna uvedená do provozu 18. července 1894. Vybudovala ji společnost Hustopečská místní dráha. V roce 1945 tuto trať převzaly státní dráhy ČSD a roku 1993 přešla do majetku ČD, které ji o deset let později (2003) převedly na SŽDC. Na trati je vedle uzlové stanice Šakvice již jen koncová stanice Hustopeče u Brna, nacházející se uprostřed města. Roku 2017 byl představen plán tuto trať elektrizovat a rekonstruovat, aby byl umožněn provoz přímých vlaků z Brna do Hustopečí.

### Veřejná doprava

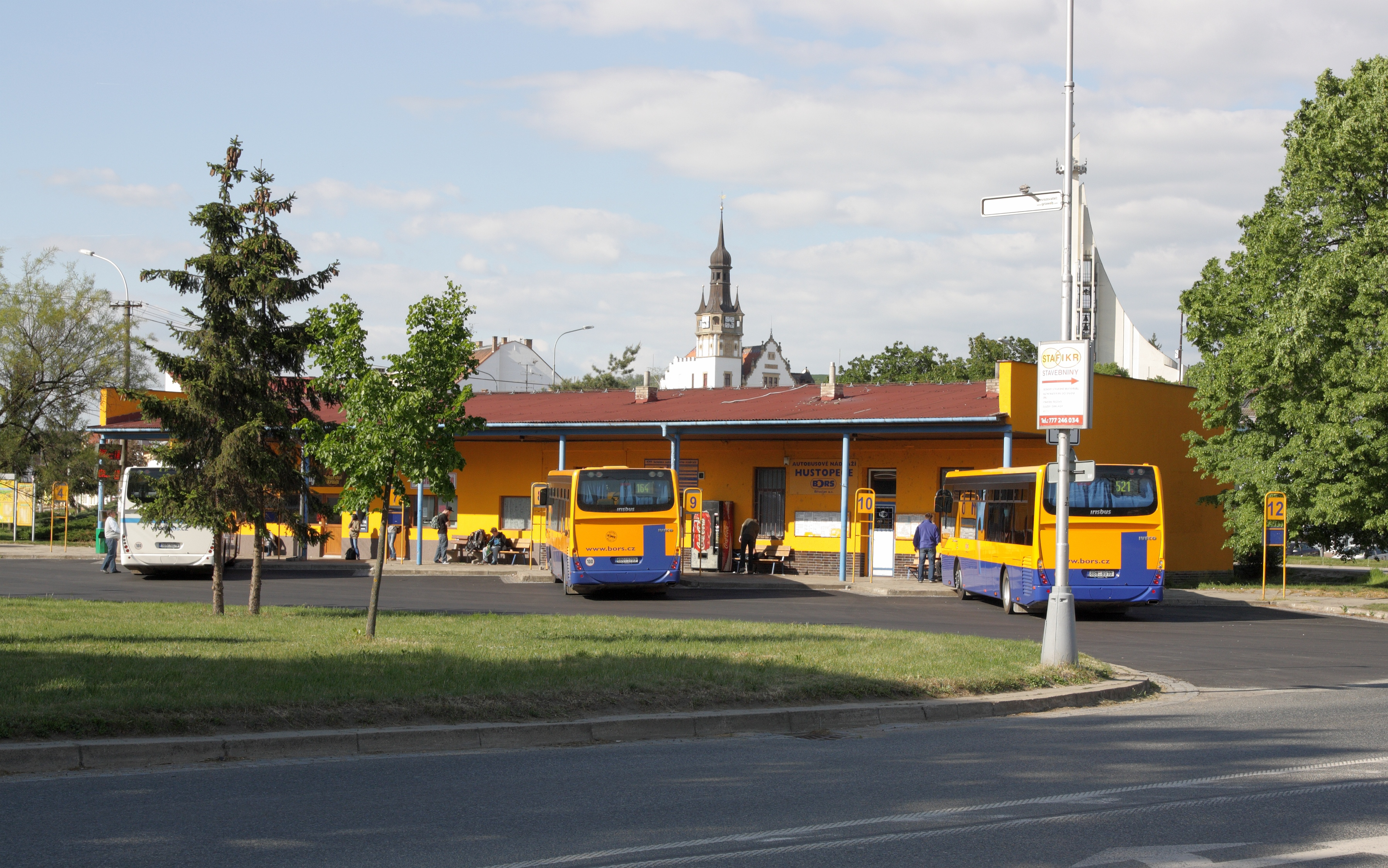
Autobusové nádraží

Na území města se nachází vedle autobusového nádraží ještě dalších celkem osm zastávek. Jsou to „Hustopeče, cihelna“, „Hustopeče, farma“, „Hustopeče, Mostárna“, „Hustopeče, Nádražní“, „Hustopeče, Nemocnice“, „Hustopeče, Plnírna“, „Hustopeče, Strojírny“ a „Hustopeče, U stadionu“. Autobusové linky do města zajíždějí jak z měst a vesnic v okolí (například z Břeclavi, Pohořelic, Moravského Krumlova, Mikulova, Dolních Dunajovic, Strachotína či Velkých Pavlovic), tak tady také zastavuje linka jedoucí z Prahy přes Brno do Břeclavi. Dopravu zajišťují společnosti Tredos, ČSAD Hodonín, VYDOS BUS a Bors.
Po železniční trati Břeclav–Brno jezdí expresy kategorie EC a IC, které ovšem v Šakvicích nezastavují. Vedle osobních vlaků zde ale zastavují spěšné vlaky a rychlíky, poskytující rychlé spojení do Brna nebo do Břeclavi (cca 20 minut). Po trati číslo 254 jezdí pouze osobní vlaky. Dopravu na obou tratích zajišťují České dráhy. Na obou tratích se dá navíc cestovat v rámci Integrovaného dopravního systému Jihomoravského kraje.

## Společnost

### Školství

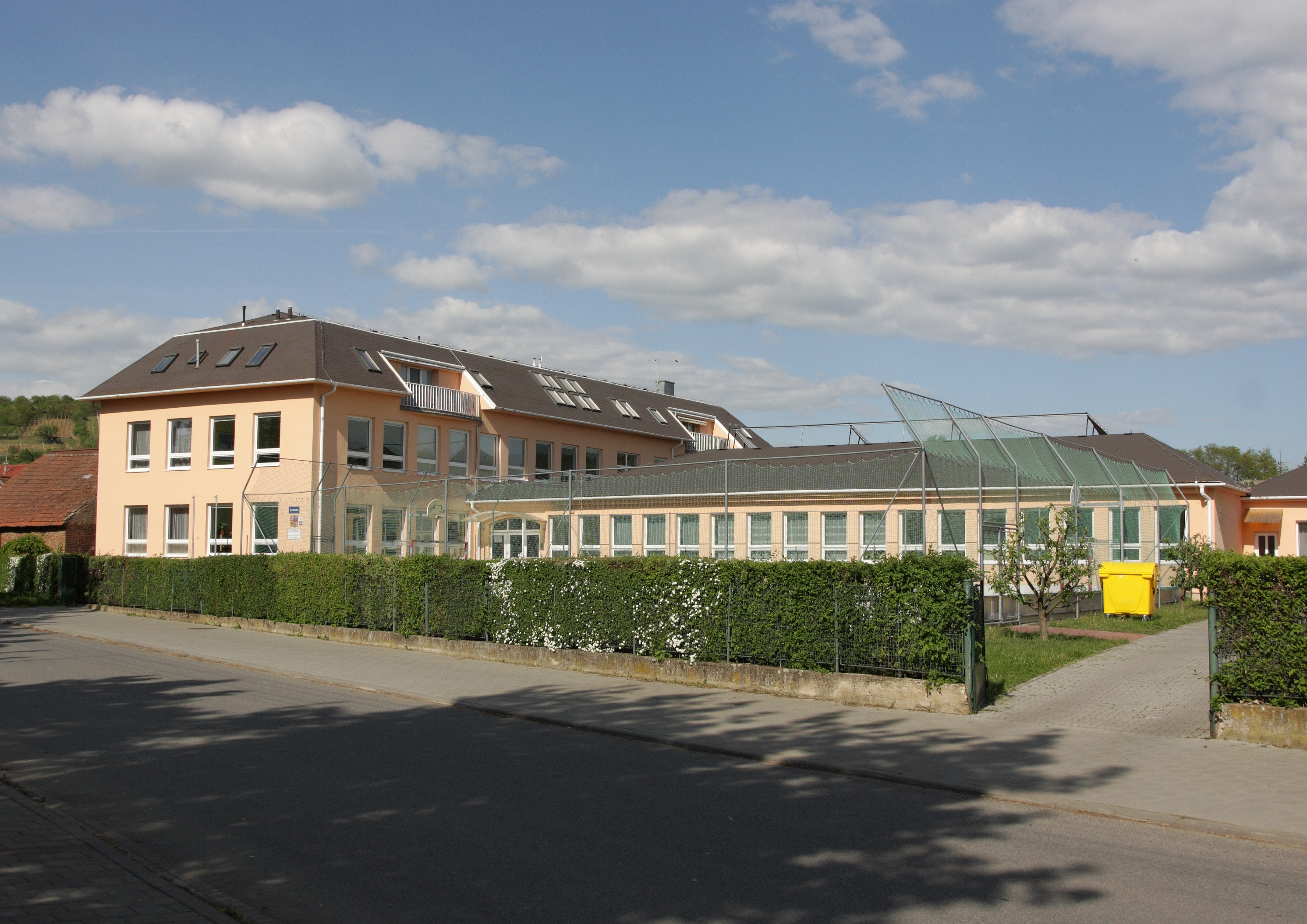
ZŠ a Praktická škola

V Hustopečích jsou dvě mateřské školy, dvě základní školy (ZŠ Komenského a ZŠ Nádražní) a Mateřská škola, Základní škola a Praktická škola (Šafaříkova 24). Středoškolskou výuku zajišťuje Gymnázium T. G. Masaryka (tento titul byl gymnáziu udělen v roce 1990) a Střední odborné učiliště a učiliště Hustopeče, které v roce 1998 pohltilo i původní Střední odborné učiliště elektrotechnické v Divákách. V Hustopečích dále funguje i základní umělecká škola, jejímž prvním ředitelem byl čestný občan Antonín Šmarda.

### Kultura
Se vznikem Československa roku 1918 se významně rozvíjel spolkový život, zejména české spolky, neboť česká menšina nabyla sebevědomí. Působila zde Národní jednota, jež se starala o českou obecní knihovnu. Sokolská jednota se zaměřovala na tělovýchovnou činnost, ale pořádala i ochotnická a loutková divadelní představení a podporovala českou knihovnu. Rovněž Společenský a sportovní klub pořádal vedle své hlavní činnosti kabaretní večírky nebo koncerty, taneční kurzy a ochotnické divadlo. Dosavadní silné postavení německých spolků bylo oslabeno nutností reorganizace (ztratily organizační napojení na Vídeň). Působil zde mužský pěvecký sbor Der Männergesangsverein i s německým městským orchestrem. Členové tělocvičného Der Deutscher Turnverein (DTV) Auspitz také hráli ochotnické divadlo, později ve spolupráci s orchestrem i operety. I menší německé katolické spolky pořádaly divadelní hry a plesy. K roku 1921 byl zmiňován i židovský pěvecký spolek a společenské sdružení. Nově byly v Hustopečích zřízeny dva okresní osvětové sbory. Český zahájil činnost v roce 1920 a podílel se na podpoře vzniku české knihovny, jež byla otevřena roku 1924. Jeho dramatický odbor pořádal divadelní představení s herci hustopečskými, ale i brněnskými, činohry, opery i operety. Osvětový sbor pořádal i literární a rozhlasové večírky. Koncem roku 1925 bylo uvedeno do provozu české kino Urania, od března 1933 vybavené zvukovou aparaturou. K témuž roku ve městě promítalo i kino Invalidů. Hustopečská hudební škola a její mužský pěvecký sbor Dalibor byly hlavními pořadateli koncertů. Německý osvětový sbor byl založen také v roce 1920. Divadlo se hrálo v Německém domě a v hostinci Zur Krone. První projekci německého kina uspořádal už v roce 1916 podnikatel Kuno Kallina, jenž v roce 1919 obdržel licenci na stálé kino v Německém domě.
Po druhé světové válce působila ve městě politická Okresní osvětová rada. Kulturní podniky zajišťovala Městská osvětová beseda, a to jak divadelní představení, tak i koncerty a estrády. V roce 1958 byl ustaven její fotografický kroužek pořádající okresní soutěže. V letech 1948–1951 zde působil Ochotnický divadelní spolek, v letech 1946–1960 loutkové Dětské dřevěné divadlo (jedno z největších na Moravě). Knihovna byla v roce 1948 transformována do Okresní lidové knihovny a v roce 1960 přestěhována do budovy Městského národního výboru. Od 29. července 1950 zahájilo provoz nové kino Pionýr, od roku 1966 vybavené technikou k promítání širokoúhlých filmů. Roku 1960 se v něm konala předpremiéra filmu Velká samota, natáčeného zčásti v Hustopečích. Divadelní ochotnická představení v 60. letech ustupovala konkurenci filmu a televize. Městská osvětová beseda vydávala hustopečský Zpravodaj a podílela se na vysílání místního rozhlasu.

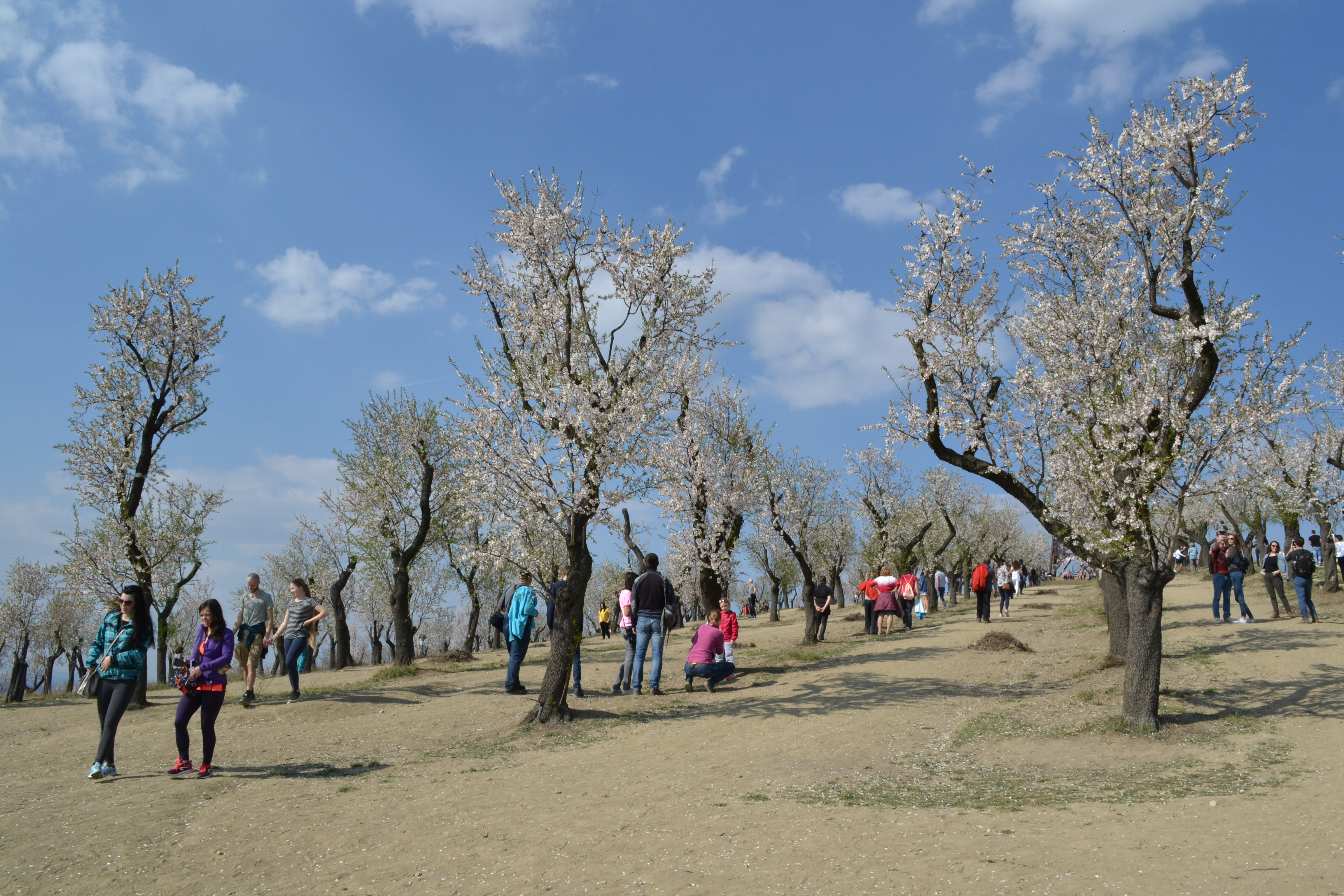
Návštěvníci v mandloňovém sadu během Slavností mandloní a vína v roce 2019

V červenci 1971 byl po generální opravě otevřen Společenský dům, v lednu 1974 M-klub městské organizace SSM. Městská osvětová beseda se v roce 1977 přejmenovala na Městské kulturní středisko (MěKS). Ochotnický soubor zaznamenal další vlnu rozkvětu, od poloviny 70. let byla obnovena i tradice dětského loutkového divadla a v roce 1978 bylo založeno divadlo poezie Litera. V roce 1984 vznikl záměr adaptovat dům U Synků pro výstavní síně, klubovny a další potřeby Městského kulturního střediska, roku 1987 odložen na neurčito, po roce 1989 postupně realizován. MěKS na počátku 90. let provozovalo Společenský dům, kino, městskou knihovnu (od roku 1993), tiskárnu, cestovní kancelář a dům U Synků, v němž byl v únoru 1997 zahájen provoz galerie. Od roku 1995 pořádalo Setkání při dechovce, od listopadu 1999 festival Sousedské divadlo, dále Dětskou portu, různé karnevaly, koncerty, zájezdy, plesy, kurzy… V září 2008 se poprvé uskutečnil hudební festival Praděda Fest, od roku 1996 se město účastní festivalu vážné hudby Concentus Moraviae (Souznění Moravy). V roce 2004 došlo ke sloučení několika městských zařízení pod příspěvkovou organizaci Centrum volného času Hustopeče. Dům dětí a mládeže v lednu 2009 pod jeho hlavičkou obnovil provoz M-klubu. V roce 1994 vznikla v přízemí radnice pamětní síň, roku 2000 přestěhovaná do domu U Synků jako stálá expozice z dějin města. Zde byla v roce 2003 zřízena také stálá vinařská expozice a turistické informační centrum. V říjnu 2007 byl ustaven Muzejní spolek Hustopeče a v lednu 2008 Alfons – výtvarná skupina Hustopeče. Amatérské divadlo provozoval divadelní spolek Smyčka a v roce 1994 město oslavilo 100. výročí ochotnického divadelnictví, po roce 2000 však došlo k postupnému zániku spolku, jehož někteří členové začali spolupracovat s divadlem v Boleradicích. V Hustopečích pak krátce působily divadelní spolky Nová scéna a Za plotem.

### Folklór
Jižní a východní okolí Hustopečí náleží do národopisného regionu Hanácké Slovácko, k němuž se od konce minulého století obyvatelé města začínají hlásit. Původní kroj z Hustopečí byl německý a již v 19. století vymizel. Po vzniku Československa si obyvatelé zvolili kroj kyjovský, který zde byl donedávna (r. 2006) nošen. Objevují se také snahy uvést hustopečský kroj do souladu s autochtonní lidovou kulturou.
Zdrojem bohatství se na Hustopečsku stalo víno, v samotném městě sídlil horenský soud jako nejvyšší rozhodčí orgán ve sporech o vinice a v 18. století byly Hustopeče největší vinařskou obcí na Moravě. Na to navazují i některé tradice jako Májový košt vín pořádaný Českým zahrádkářským svazem, říjnové Burčákové slavnosti a další. V domě U Synků je umístěna Stálá vinařská expozice, mezi turistické atrakce patří Vinařské cyklostezky, z nichž tři procházejí Hustopečemi: Moravská vinná stezka, Velkopavlovická vinařská stezka a stezka Krajem André.

### Sport
V roce 1922 byl ve městě založen český Sportovní klub, v roce 1926 přejmenovaný na Společenský a sportovní klub (SSK). Předsedou klubu byl Josef Vavroušek. Agilní byl již v počátcích jeho fotbalový klub. Místní německý fotbalový klub ACF Auspitz zanikl roku 1937, zatímco SSK až do okupace hrál v I. B třídě. Po obnovení klubu po 2. světové válce stál v jeho čele Jarolím Tomášek.
V 50. letech sportovní aktivity postupně zastřešila Tělocvičná jednota Sokol, následně uváděná pod názvem TJ Slavoj či Dobrovolná sportovní organizace (DSO) Slavoj. Fotbalisté hráli v roce 1955 v meziokresní soutěži, působilo zde i družstvo stolního tenisu či ledního hokeje. V roce 1956 se zde uskutečnila i okresní spartakiáda a koncem 50. let započala výstavba sportovního stadionu.
V polovině 60. let sloučil své organizace z jednotlivých závodů do společné základní organizace i místní Svazarm, v jehož rámci pracoval klub leteckého modelářství, radioklub, automotoklub či střelecký kroužek. TJ Slavoj v té době zahrnoval kromě fotbalového oddílu i basketbal, turistiku, mototuristiku, šachy, házenou, lehkou atletiku, zápas, kuželkáře, stolní tenis, základní tělesnou výchovu (ZTV) a další. Mezi nejaktivnější tehdy patřil turistický oddíl a hlavní zdroje příjmů představovala turistická ubytovna s autokempem. V roce 1962, u příležitosti 50. výročí místního Sokola, se jednota vrátila k názvu TJ Sokol, již v roce 1967 však přešla pod patronát Nové huti Klementa Gottwalda a přejmenovala se na TJ NHKG Hustopeče. V květnu 1963 ve městě startovala 3. etapa Závodu míru.

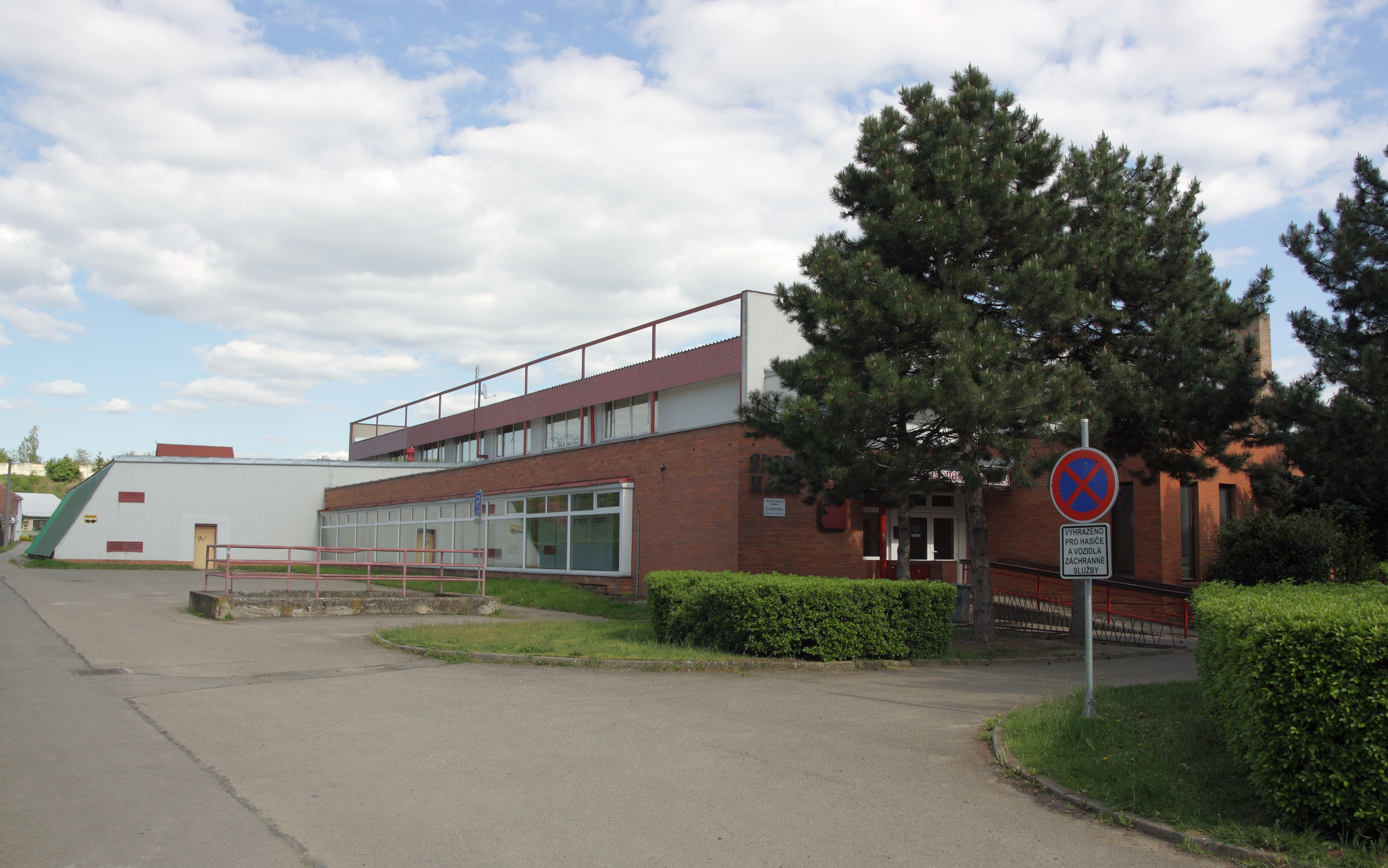
Městská sportovní hala

V roce 1971 se do podpory sportu zapojila Mostárna Hustopeče a jednota se přejmenovala na TJ Mostárna. Nejaktivnější v té době byl (mužský) oddíl kopané a (ženský) oddíl základní tělesné výchovy. Od července 1972 bylo uvedeno do provozu nové koupaliště, od listopadu 1980 víceúčelová hala na Šafaříkově ulici. V 70. letech také vznikl nový oddíl tenisu a v 80. letech oddíl badmintonu. V roce 1989 jednota sdružovala kolem 900 členů ve 12 oddílech.
Po listopadu 1989 v Hustopečích Svazarm zanikl a samostatně působil jen jeho kynologický klub. Sportovní areál tělovýchovné jednoty sestával z haly, fotbalového a tenisového areálu, autokempu, krytého bazénu a sauny. Od dubna 1994 se o provoz letního koupaliště, krytého bazénu a sauny starala příspěvková organizace Koupaliště Hustopeče, kterou v roce 2000 nahradila p. o. Sportovní zařízení města Hustopeče, jež převzala do správy i ostatní sportoviště. V roce 2003 se tělovýchovná jednota, vedená Pavlem Húskem, přejmenovala po změně hlavního sponzora na TJ Agrotec.

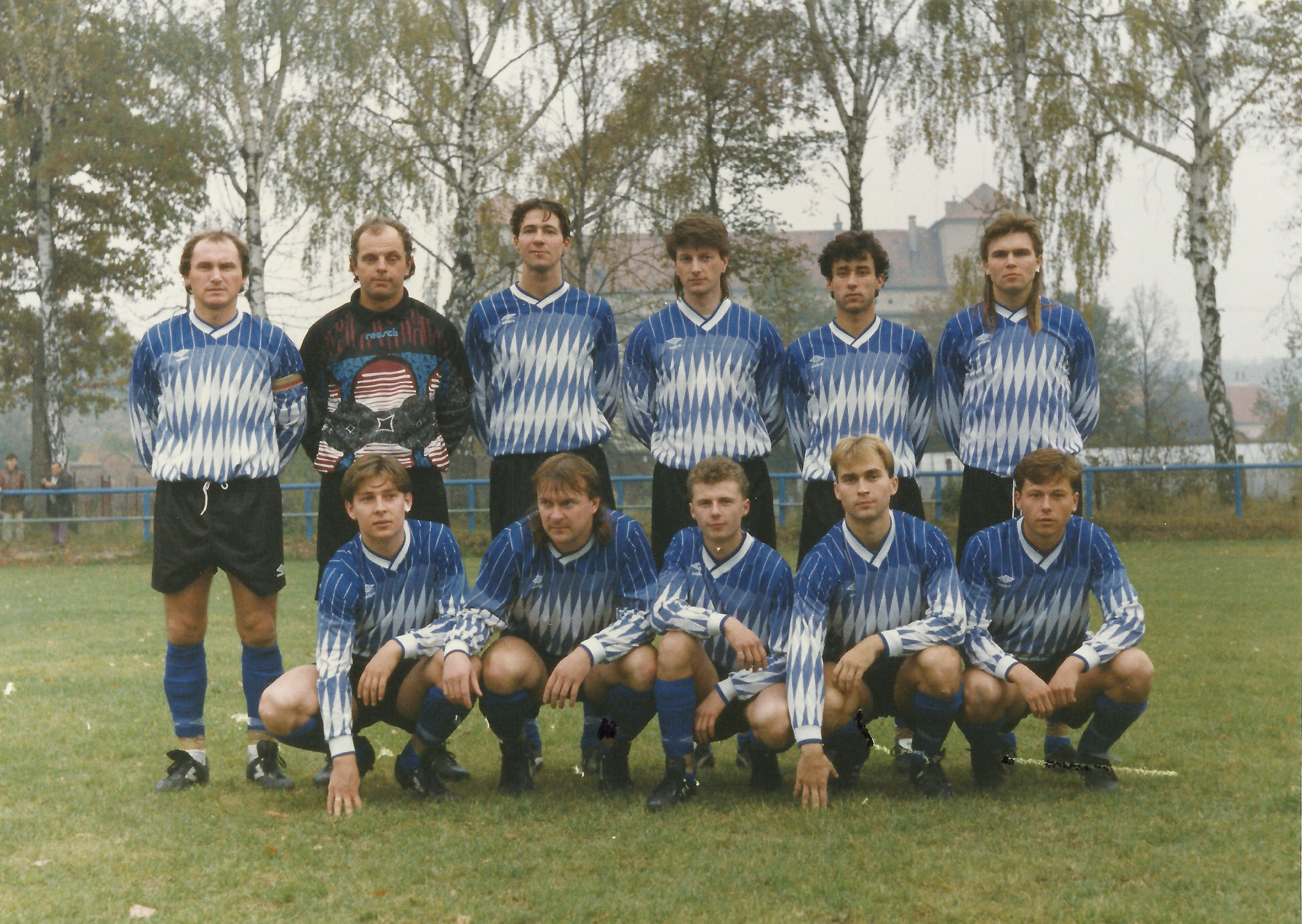
Tým FC Rekos Hustopeče v říjnu 1995

Fotbalový klub hrál v 90. letech ještě nějaký čas pod hlavičkou TJ Mostárna v I. A třídě, ale pak se osamostatnil a přijal název FC Rekos. V roce 1995 se přejmenoval na FC Hustopeče a soutěžil v župním přeboru, na počátku 21. století pak jednu sezónu v I. A třídě, jednu v I. B třídě a pak už jen v břeclavském okresním přeboru.
Po roce 1990 se objevila i další odvětví jako karate, stolní hokej, motoristické či mažoretkové sporty. Kromě fotbalistů se osamostatnili i další sportovci a založili občanská sdružení Šachový klub Hustopeče, SHC Tigers Hustopeče, Billiard hockey-Šprtec a další. Koncem roku 1995 vyhlásila redakce Hustopečských listů první ročník ankety O nejlepšího sportovce města. Od roku 1999 se konají mezinárodní halové závody ve skoku vysokém Hustopečské skákání. V létě 2004 se poprvé uskutečnila automobilová rally, jež se postupně stala součástí Mezinárodního mistrovství ČR a posléze Evropského poháru. Házenkáři HC Legata Hustopeče v roce 2005 hráli v 1. lize a v roce 2007 i v extralize, stolní tenisté TJ Agrotec se také dostali do extraligy, karatisté L. F. C. Karate získali řadu mistrovských titulů a mistrovské úspěchy v letech 2008 a 2009 dosáhly i mažoretky Lady Stars Hustopeče.

## Pamětihodnosti

### Stavby na Dukelském náměstí

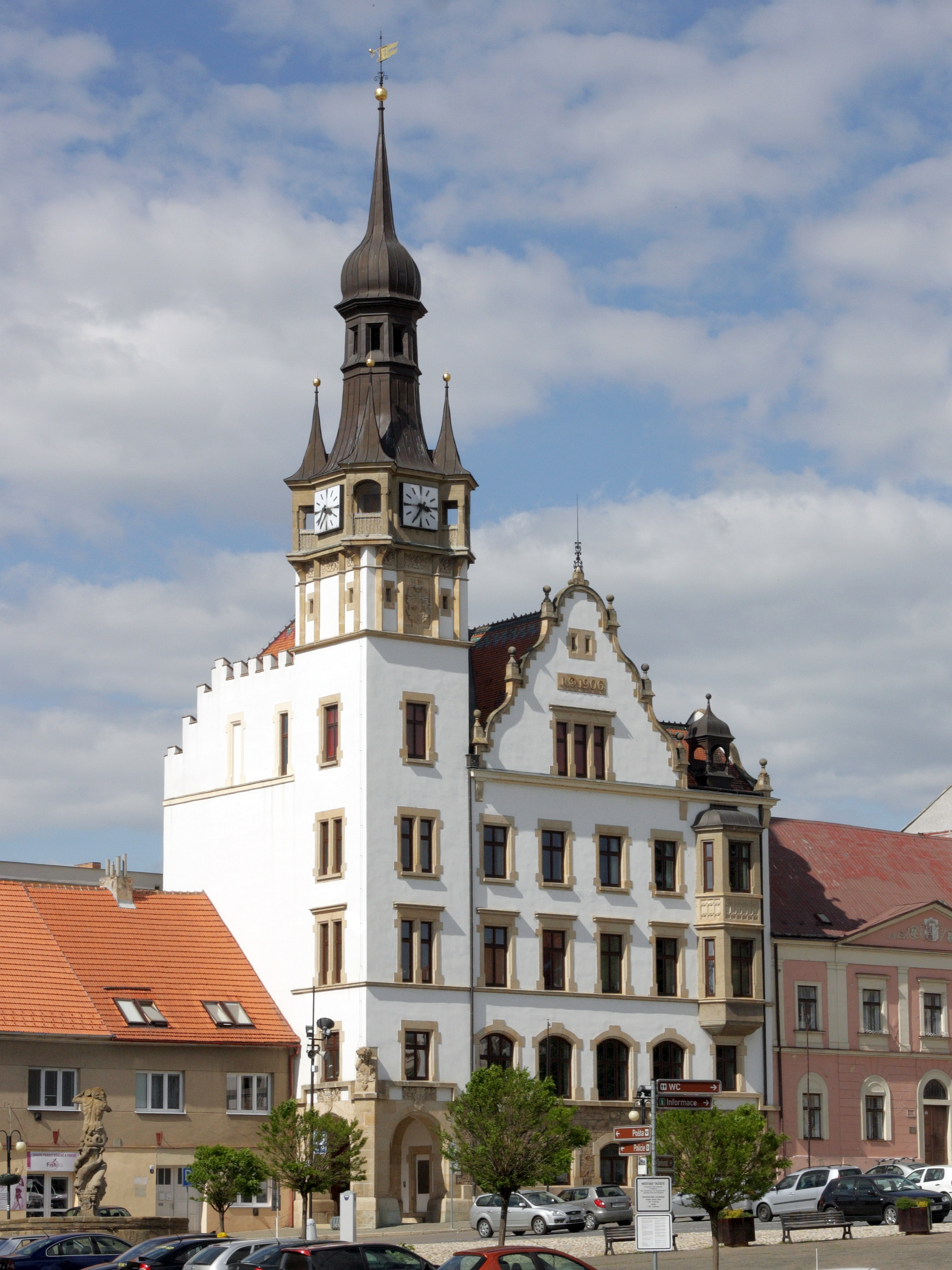
Nová radnice

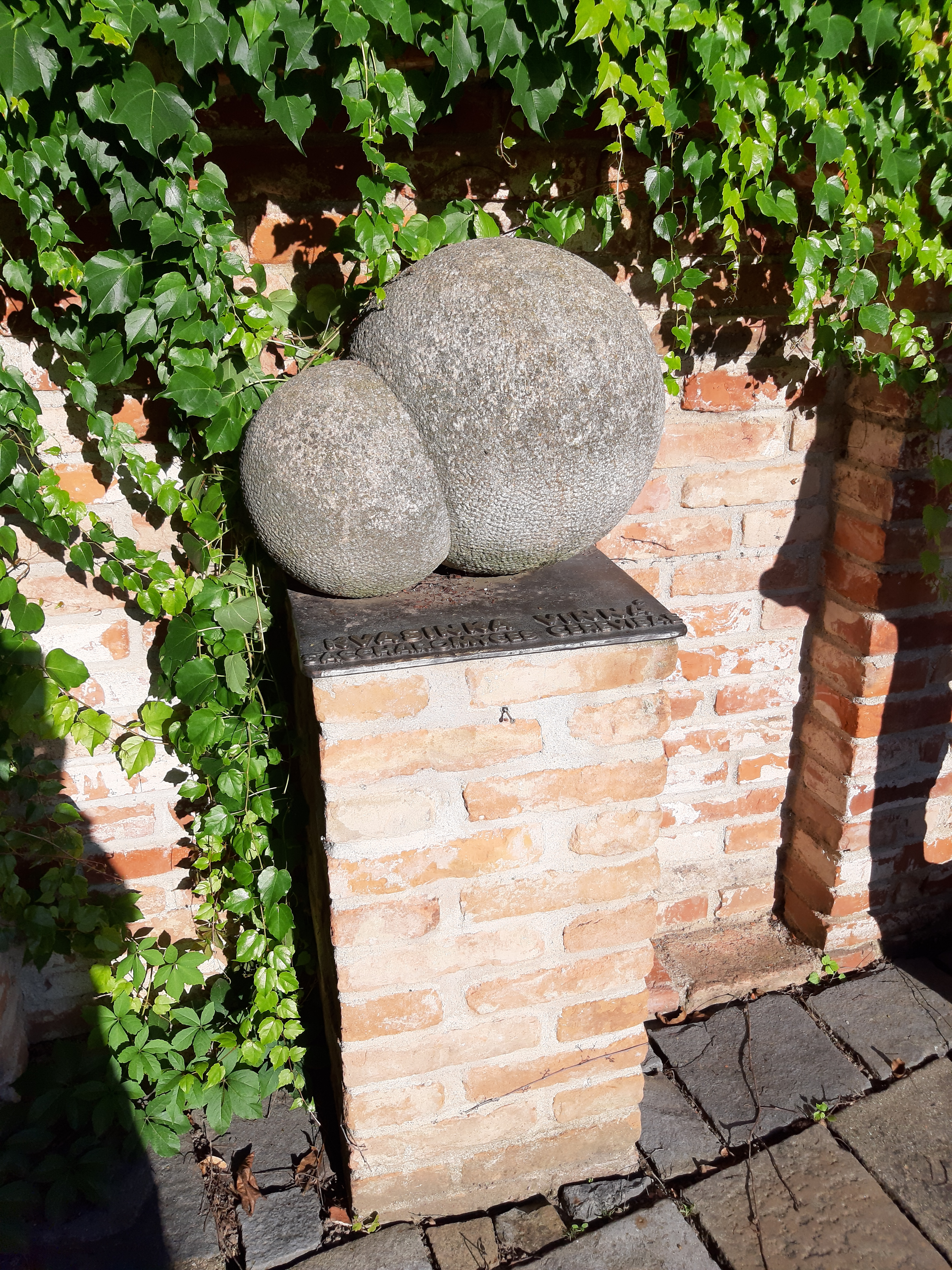
Nádvoří domu U Synků: Socha kvasinky vinné (Saccharomyces cerevisiae)

Dukelské náměstí je hlavní historické náměstí, kolem něhož jsou soustředěny i mnohé z nejhodnotnějších památek ve městě. Svažitému náměstí dominuje:
Kostel svatého Václava a svaté Anežky České – Novodobý farní kostel stojící na Dukelském náměstí je jednou z dominant města. Byl postaven v letech 1992–1994 podle návrhu architekta a výtvarníka Ludvíka Kolka. Nahradil původní pozdně gotický kostel svatého Václava, zbořený v roce 1962. Kostel svatého Václava a svaté Anežky České je dvoupatrová stavba s půdorysem otevřené spirály. V jejím středu se nachází podzemní kaple svaté Anežky České, která leží na místě mariánské kaple původního kostela. Severní polovina vnější spirály tvoří půlkruhovou kostelní loď. Lavice pro věřící seskupené do podoby amfiteátru se svažují k půlkruhovému kněžišti. Menší, jižní část spirály obsahuje sakristii, klubovny a učebny. Kromě toho se v suterénu nacházejí další prostory farního centra (sál, jídelna, učebna a další).
Pseudorenesanční budova radnice na Dukelském náměstí byla postavena roku 1906 podle projektu profesora německé techniky v Brně Ferdinanda Hracha. Radnice má tři poschodí a mohutnou věž. Po dostavbě radnice v ní byly umístěny krom obecního úřadu i sekretariát městské policie, městská spořitelna, důchodkový úřad obce a později i četnická stanice a notářství. Radniční věž s hodinami není turisticky přístupná, jelikož v přístupu brání táhla hodin.
Původní renesanční radnice přiléhající k nové radnici prošla během své existence mnoha proměnami až do dnešní empírové podoby. Pod objektem se nachází patrové gotické sklepení. Svého času zde bylo vykonáváno útrpné právo, budova též sloužila jako radniční hospoda a byla spojena podzemní chodbou s opevněným kostelem.

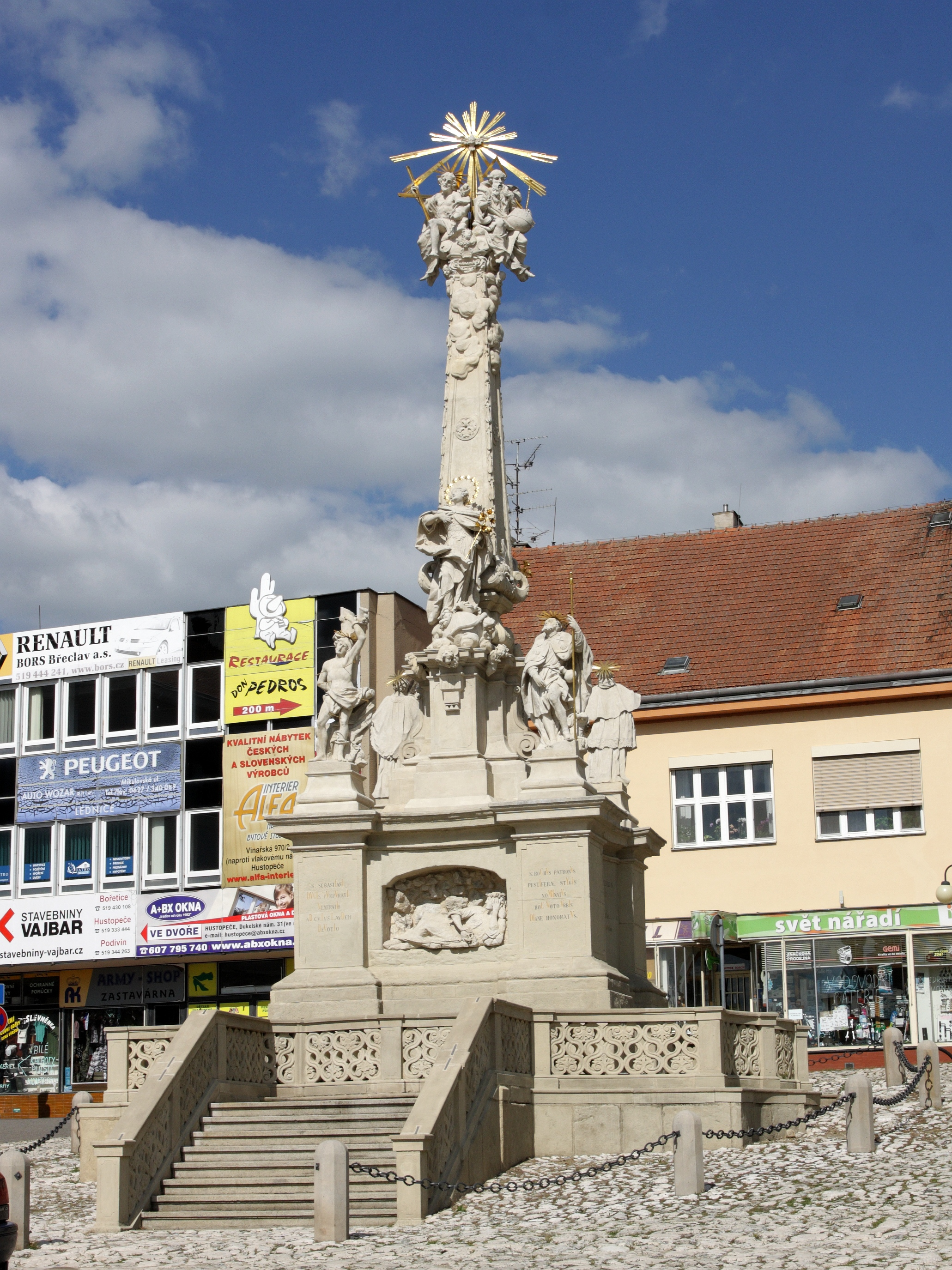
Sloup Nejsvětější Trojice

Morový sloup Nejsvětější Trojice z let 1736–1738 tvoří další dominantu Dukelského náměstí. V tomto období jej vytvořil Jan Kašpar Pröbstl. Zasvětil jej morovým patronům sv. Rochu, sv. Šebestiánu, sv. Františku Xaverskému a sv. Karlu Boromejskému. Pod sochu svatého Šebestiána byly vloženy svaté ostatky, pamětní list a mince z doby Karla VI. Na vrcholu sloupu se nachází sousoší Nejsvětější trojice. Je vysoký 14,17 metrů. Základ tvoří kamenná krychle s délkou hrany asi 3 metry.
Dům U Synků je renesanční měšťanský dům z roku 1579 stojí v jihovýchodní části Dukelského náměstí. Průčelí domu nese arkýř, ve dvorním traktu se nachází arkádové lodžie. Dnes dům slouží ke kulturně společenským účelům. Je zde Městské muzeum a galerie, Stálá vinařská expozice a Turistické informační centrum.
Kašna zvaná Žumberák je renesanční kamenná kašna z roku 1595, se sousoším Tritóna s delfíny. Místně známá pod jménem Žumberák.

### Ostatní památky
Kaple svatého Rocha se nachází pod Křížovým vrchem, v sadech Kpt. Jaroše u jižního okraje města. Původně barokní kaple vznikla koncem 17. století, postupem doby byla přestavovaná a rozšiřovaná. Současná novorománská podoba pochází z roku 1901. Malá kaplička stojí také v poli na Kravím vrchu jihozápadně od města. Obě kaple jsou kulturními památkami.

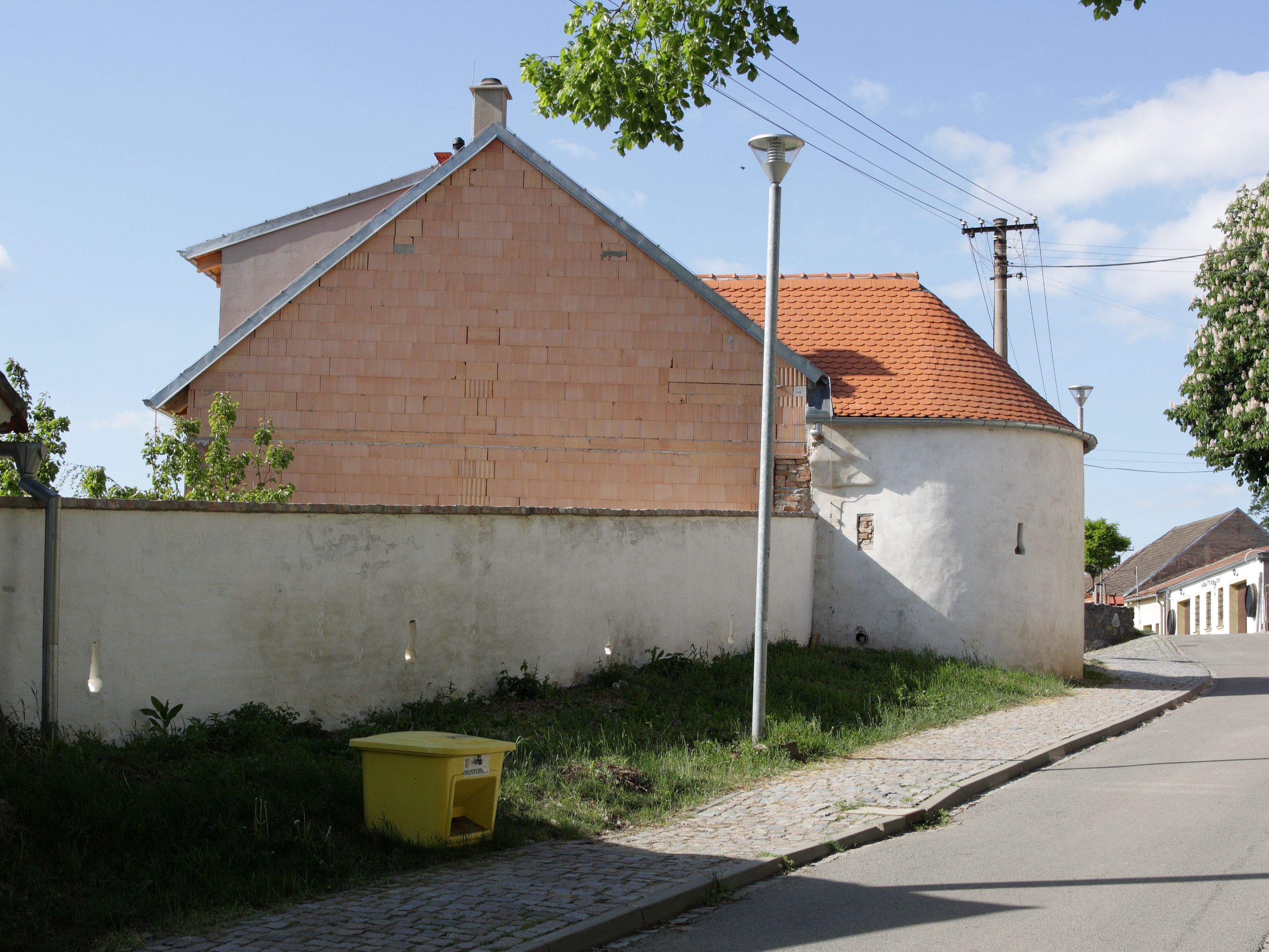
Bašta s úsekem hradební zdi

Městské opevnění je datováno od 16. století. Ještě v roce 1720 byly Hustopeče nazývány městem hrazeným. Vstupní brány tehdy byly Kovářská v Panské ulici, Židovská naproti Starovicím a Vodní oproti tehdejšímu předměstí Böhmdorfu (Česká ves). Hradby byly postupně od roku 1830 zastavovány a rozebírány. Poslední z bašt se dochovala v dnešní Hradební ulici.
Mandloňová rozhledna je volně přístupná dřevěná rozhledna, jež stojí severně od města na Starém vrchu, na okraji starých mandloňových sadů. Byla otevřena v březnu 2012.
Památník prezidenta Masaryka. Původní návrh Jana Ambrůze tvoří objemná ocelová deska (rozměry 3,5 x 3,5 m) s prořezanými písmeny TGM, která spočívá přímo na úrovni terénu, je zdola opatřena šachtou se světelným zdrojem, jenž "promítá" prezidentovy iniciály do korun stromů a do vesmíru. Obsahuje urny s prstí od Zborova a z Lán.

### Další stavby
Obřadní síň s krematoriem na městském hřbitově.

## Osobnosti

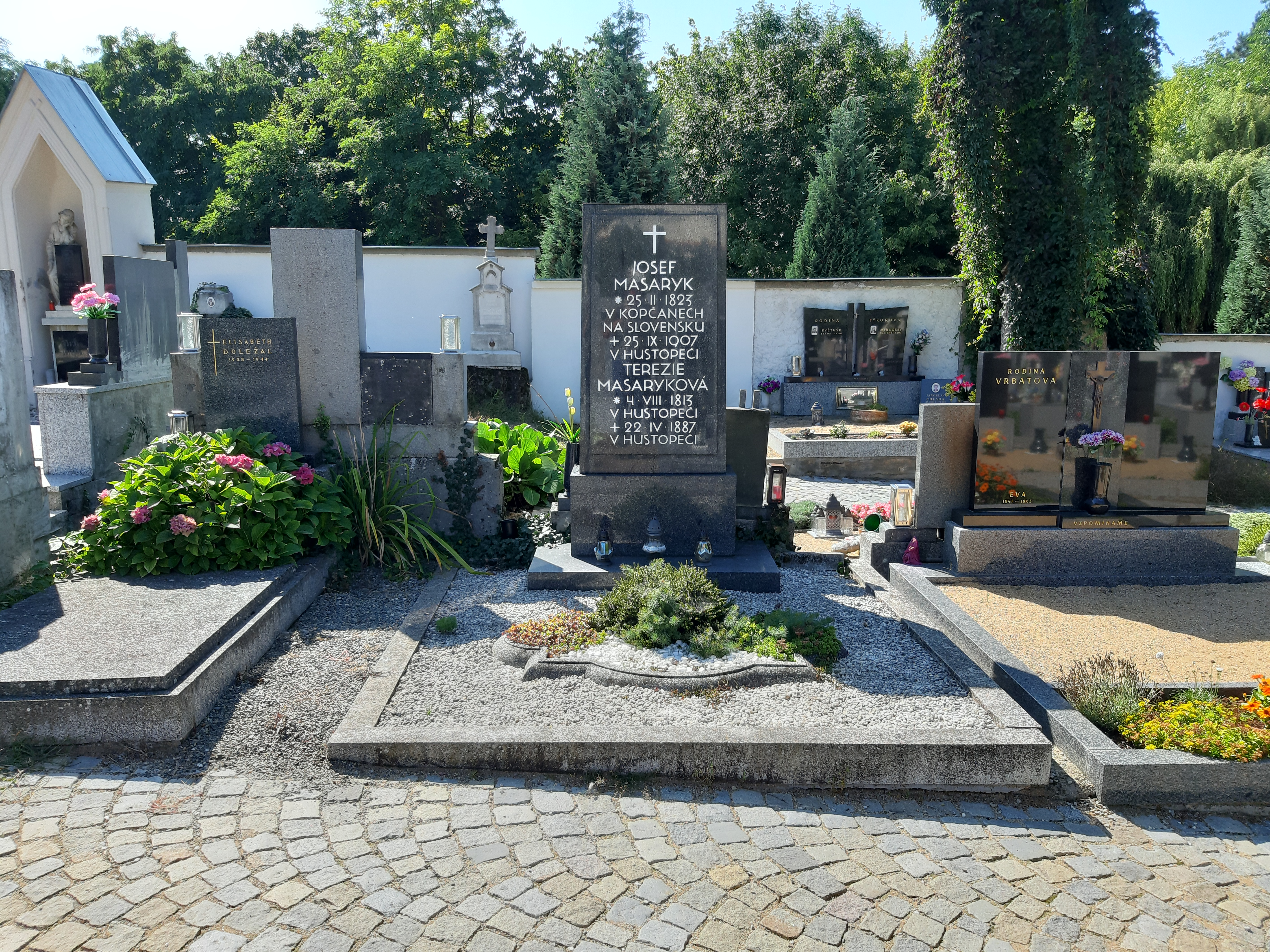
Hustopeče: hrob rodičů Tomáše Garrigua Masaryka

### Rodáci
- Zdeněk Bartošík (* 1974), hudební skladatel
- Johann Wolfgang Brügel (1905–1986), československý právník a historik německé národnosti, člen Německé sociální demokracie, spolupracovník exilové vlády v Londýně
- Victor Cibich (1856–1916), česko-německý železniční úředník, proslavený jako tvář na etiketě piva Březňák
- Jaroslav Diviš (* 1986), fotbalista
- Viktor Hájek (1900–1968), teolog, kazatel a v letech 1950 až 1968 synodní senior, tedy nejvyšší představitel Českobratrské církve evangelické
- Michal Huvar (* 1960), spisovatel, publicista, nakladatel a cestovatel
- Tomáš Janík (* 1977), pedagog a teoretik pedagogiky
- Martin Jílek (* 1986), fotbalista
- Radek Juška (* 1993), atlet, mistr ve skoku dalekém
- Othmar Kallina (1889–1945), československý politik německé národnosti a meziválečný poslanec Národního shromáždění za Německou nacionální stranu.
- Eduard von Kreysa (1860–1923), rakousko-uherský generál
- Pavel Makovec (* 1955), ekonom
- Jon Marianek (* 1998), youtuber
- Terezie Masaryková (1813–1887), matka prvního československého prezidenta Tomáše Garrigue Masaryka. V Hustopečích se narodila i zemřela.
- Daniela Mičanová (* 1972), česká spisovatelka a překladatelka z angličtiny
- Jaroslav Navrátil (* 1991), fotbalista
- Alexandr Prát (* 1956), hokejista
- Albín Theodor Prokop (1835–1916), architekt, působil zejména na Těšínsku
- Pavel Říčan (1933–2024), profesor psychologie
- Michal Sáček (* 1996), fotbalista
- Eduard Schleimayer (1853–1929), politik německé národnosti, poslanec zemského sněmu a po 30 let starosta Hustopečí, čestný občan města
- Otokar Šimek (1878–1950), literární historik a romanista
- Josef Šural (1990–2019), fotbalista
- Ilse Tielsch (1929–2023), rakouská spisovatelka
- Miloš Trapl (* 1935), historik a spisovatel
- Miloslav Uhlíř (1926–2009), lékař a profesor porodnictví
- Zdeněk Trněný (* 1955), fotbalista
- Zdeněk Veselý (Redzed) (* 1998), rapper a hudební producent
- Richard Zemánek (* 1968), politik KDU-ČSL v Břeclavi a Jihomoravském kraji

### Další
- Jan Ambrůz (* 1956), vedoucí ateliéru Socha II, Fakulty výtvarných umění VUT v Brně, autor hustopečského památníku T. G. Masaryka (2006)
- Rudolf Auspitz (1837–1906), rakouský podnikatel a politik německé národnosti působící na Moravě, od 70. let 19. století poslanec Říšské rady za Mikulov a Hustopeče, původem ze židovské rodiny z Hustopečí (po nich pojmenované)
- Isidor Böck (1869–1943), jediný rabín v historii Židovské obce Hustopeče
- Josef Demel (1823–1901), rakouský právník a politik české národnosti, poslanec Kroměřížského sněmu, zemřel v Hustopečích
- Jan Herben (1857–1936), český a československý politik, novinář, spisovatel a historik, blízký spolupracovník T. G. Masaryka, narozen v Brumovicích na Hustopečsku
- Vlastimil Svatopluk Juren (1864–1951), farář Českobratrské církve evangelické, který působil v letech 1905–1922 v Hustopečích. Zasloužil se o vznik první české školy v tomto městě.
- Ludvík Kolek (1933–2021), architekt, sochař a malíř. V Hustopečích byl postaven kostel podle jeho projektu.
- Tomáš Garrigue Masaryk (1850–1937), státník, politik, filozof a pedagog, první prezident Československa. Studoval na hustopečském gymnasiu a pocházela odsud jeho matka Terezie.
- Alois Mrštík (1861–1925), český spisovatel a dramatik, žil a tvořil v obci Diváky na Hustopečsku
- Vilém Mrštík (1863–1912), český spisovatel, dramatik, překladatel a literární kritik, bratr Aloise M.
- Alfons Mucha (1860–1939), světově uznávaný malíř a designér období Art nouveau, otec spisovatele Jiřího Muchy. V Hustopečích žila jeho sestra a další příbuzní, pomáhal zde propagovat českou menšinu.
- Věra Nohelová (1931–2014), umělecká tiskařka a grafička, žila a zemřela v Hustopečích
- Josef J. Pihert (1845–1911), hudební skladatel a pedagog, v mládí působil v Hustopečích jako kapelník a sbormistr
- Ivan Remunda (1934–2014), malíř, grafik a spisovatel, absolvent hustopečského gymnázia
- Josef Stejskal (1922–2014), římskokatolický kněz a patnáctý arciděkan v Horní Polici, absolvent hustopečského gymnázia, narozen v Šitbořicích na Hustopečsku
- Jaroslav Zástěra (1921–2001), badatel a historik, absolvent hustopečského gymnázia

## Partnerská města
- Modra, Slovensko
- Benátky nad Jizerou
- Milevsko